# Сицилія
Сици́лія (сиц. Sicìlia, італ. Sicilia) — найбільший острів у Середземному морі. Автономний регіон Італії. Відокремлений від південно-західної окраїни материка Мессінською протокою. Адміністративний центр — Палермо. Складається із провінції Агрідженто, Енна, Кальтаніссетта, Катанія, Мессіна, Палермо, Рагуза, Сиракуза й Трапані. Площа — 25700 км². Населення — 4 969 147 осіб (2019).

## Назва
- Сицилія або Сіці́лія[2][3] (італ. Sicilia, МФА: [siˈtʃiːlja]; сиц. Sicilia, МФА: [sɪˈʃiːlja]) — сучасна назва.
- Сики́лія (лат. Sicilia, МФА: [sɪˈkɪ.lʲi.a]) — назва острова і римської провінції (750 до н. е. — 640).
- Сіке́лія (грец. Σικελία, Sikelía) — грецька назва (550 до н. е. — 300).
- Тринакрія (лат. Trinacria) — римська назва у 30 до н. е. — 300 рр.

## Географія

### Географічне положення
Сицилія — найбільша область за площею серед областей Італії. Вся її територія складається з островів, причому 98 % припадає на сам острів Сицилія, який відділений від материкової Італії Мессінською протокою. Найменша ширина протоки становить 3,5 км. Форма острова нагадує трикутник, завдяки чому острів називають Тринакрія (лат. trinacria — «трикутна»). Зручні бухти трапляються зрідка (переважно на північно-західному та східному узбережжях).

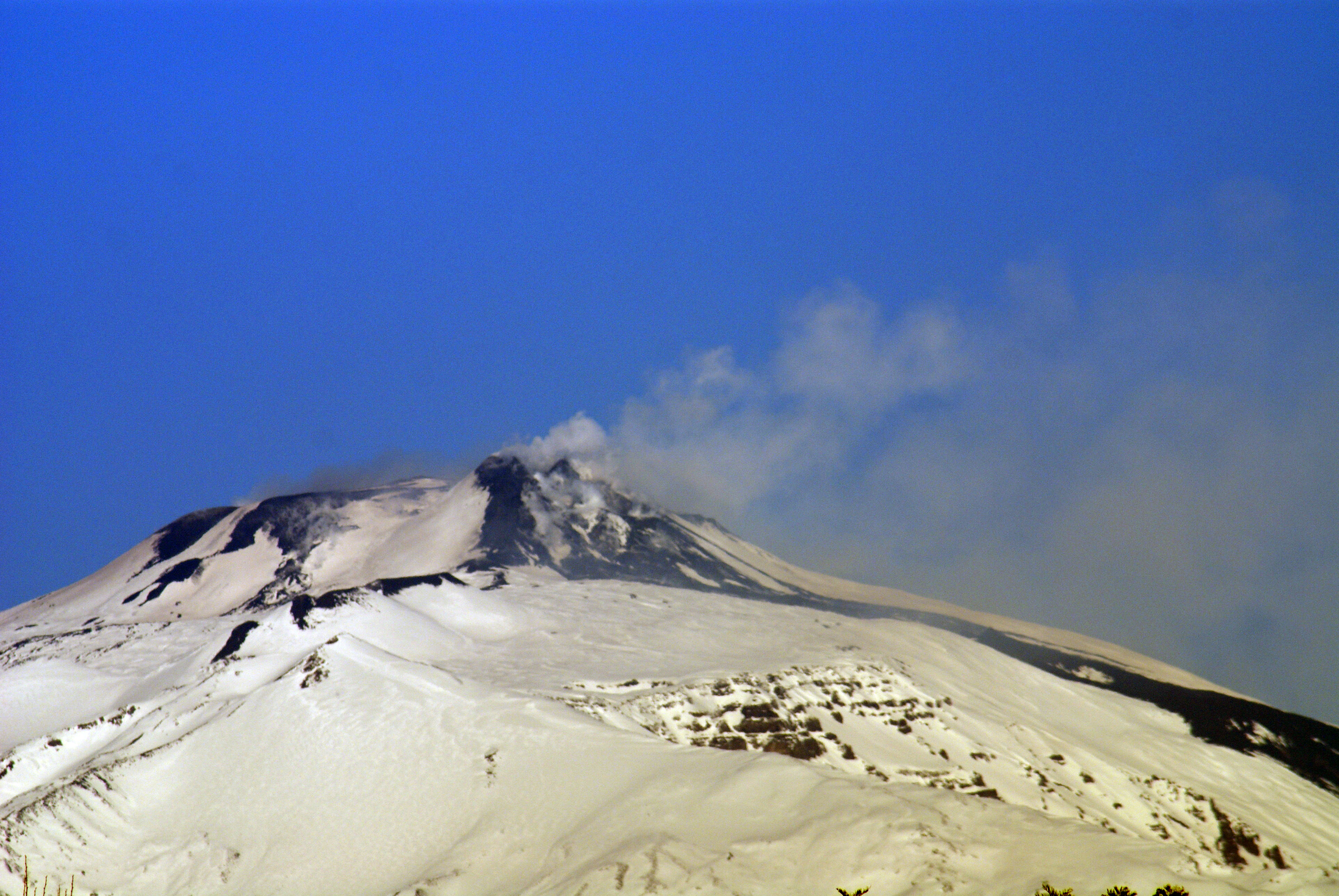
Вулкан Етна
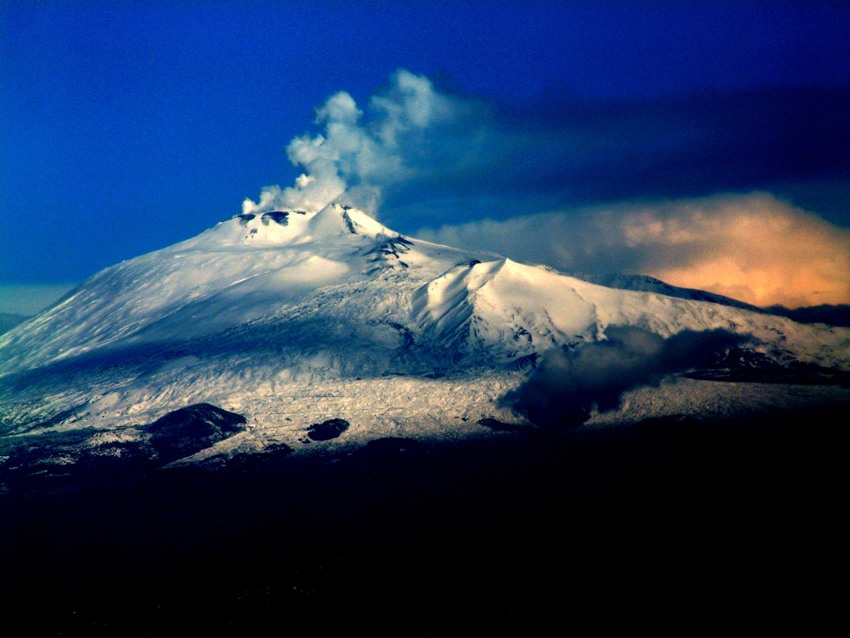
Вулкан Етна
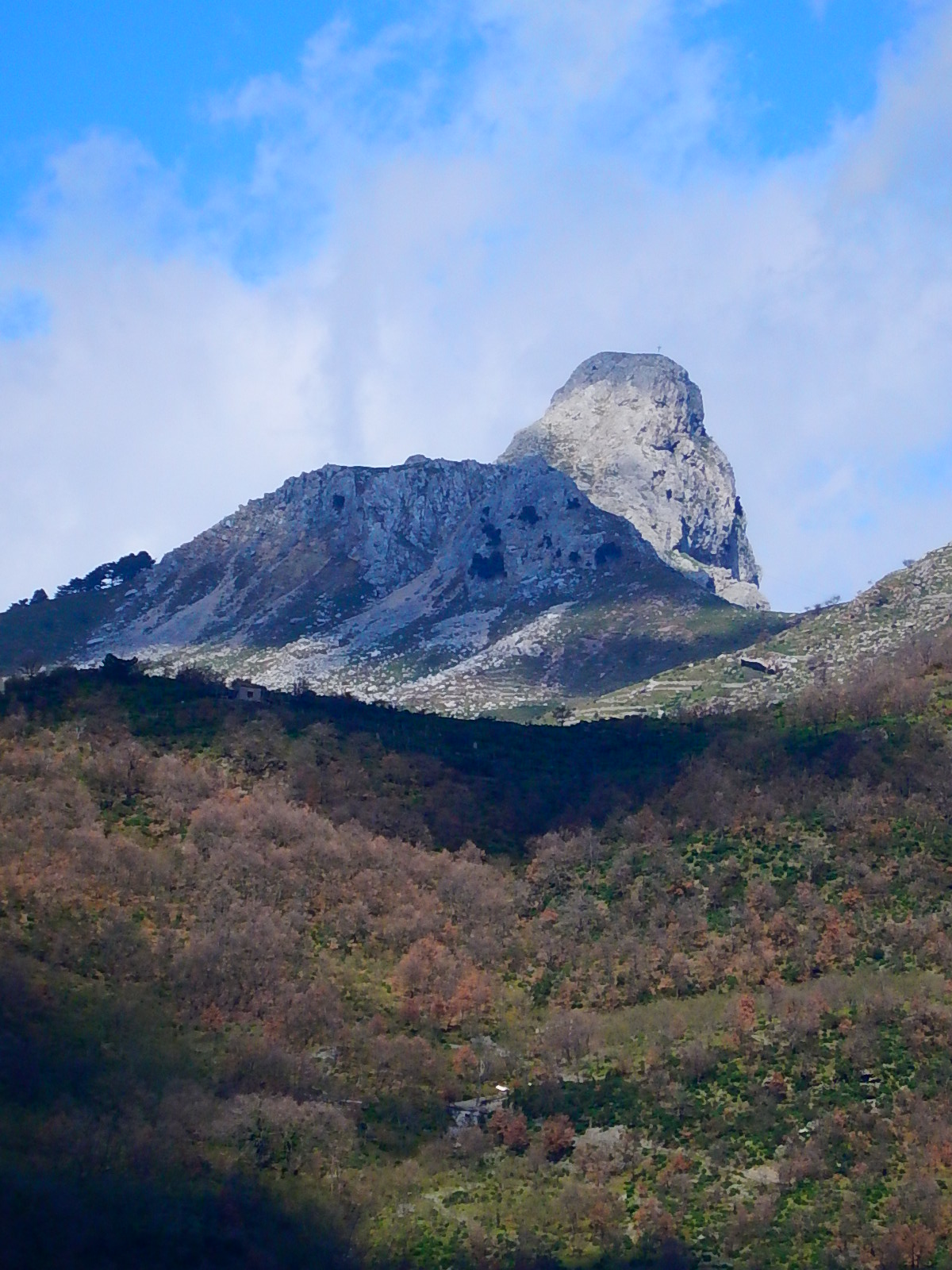
Гора Рокка Новара видно з Фондачелі Фантіна

### Рельєф

Рельєф

Частка гір, пагорбів та рівнин

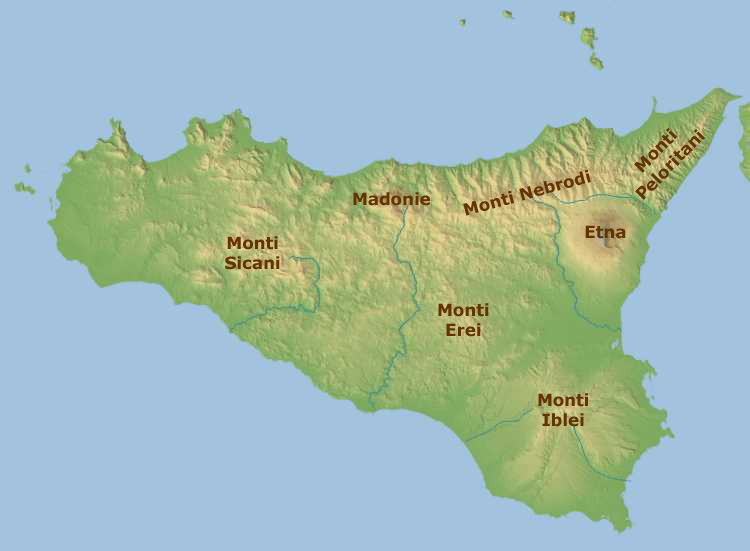
Гори

Берегова лінія Сицилії простяглася майже на 1000 км; береги переважно круті, на півночі острова — абразійні. Для місцевого пейзажу типові великі перепади висот, оскільки на Сицилії переважає гористий та горбкуватий рельєф. Вздовж північного берега (узбережжя Тірренського моря) простягається система глибоко розчленованих гірських хребтів та окремих масивів Пелоритані, Неброді та Мадоніє. Вони утворюють гірську систему Сицилійські Апенніни, яка структурно є продовженням гір Апеннінського півострова. Ці гірські масиви складаються переважно з гнейсів, кристалічних сланців, філітів. У будові гір Неброді значну роль відіграє фліш, а гір Мадоніє — вапняк та доломіти. Центральна частина Сицилії зайнята низькогір'ями та горбистими височинами, складеними глинами, сланцями, мергелями; тут знаходиться невеликий гірський масив, відомий як Ерейські гори. Південно-східну частину острова займає вапнякове закарстоване гірське плато Іблейських гір. Рівнинні ділянки займають близько 15 % території острова й характерні для західного та східного узбережжя; найбільша рівнина — поблизу міста Катанія.
На острові Сицилія розташований активний вулкан Етна, висотою приблизно 3329 метрів. Етна — найвищий вулкан в Європі (3328 м); останнє сильне виверження було в 1971 році. Його висоту неможливо визначити точно, оскільки вона постійно змінюється в результаті вивержень і викиду шлаків. Етна — найвища гора Сицилії, займає територію площею 1250 квадратних кілометрів. Висока активність вулкана зумовлена розташуванням на стику двох тектонічних плит: Африканської та Євразійської. З цієї ж причини Сицилія є регіоном з високим рівнем сейсмічної активності: на острові часто відбуваються землетруси, інколи дуже руйнівні, такі як Сицилійський землетрус 1693 року або Мессінський землетрус 1908 року.
На острові є також кілька неактивних вулканів. На прилеглих Ліпарських островах, розташованих на північний схід від Сицилії, є активний вулкан Стромболі.
Найвищі гори: Етна (3328 м), Піццо Карбонара (1979 м), Монте Соро (1847 м).
Регіональні природні парки: Алькантара, Етна, Неброді, Мадон'є, Макалубе-ді-Арагона.

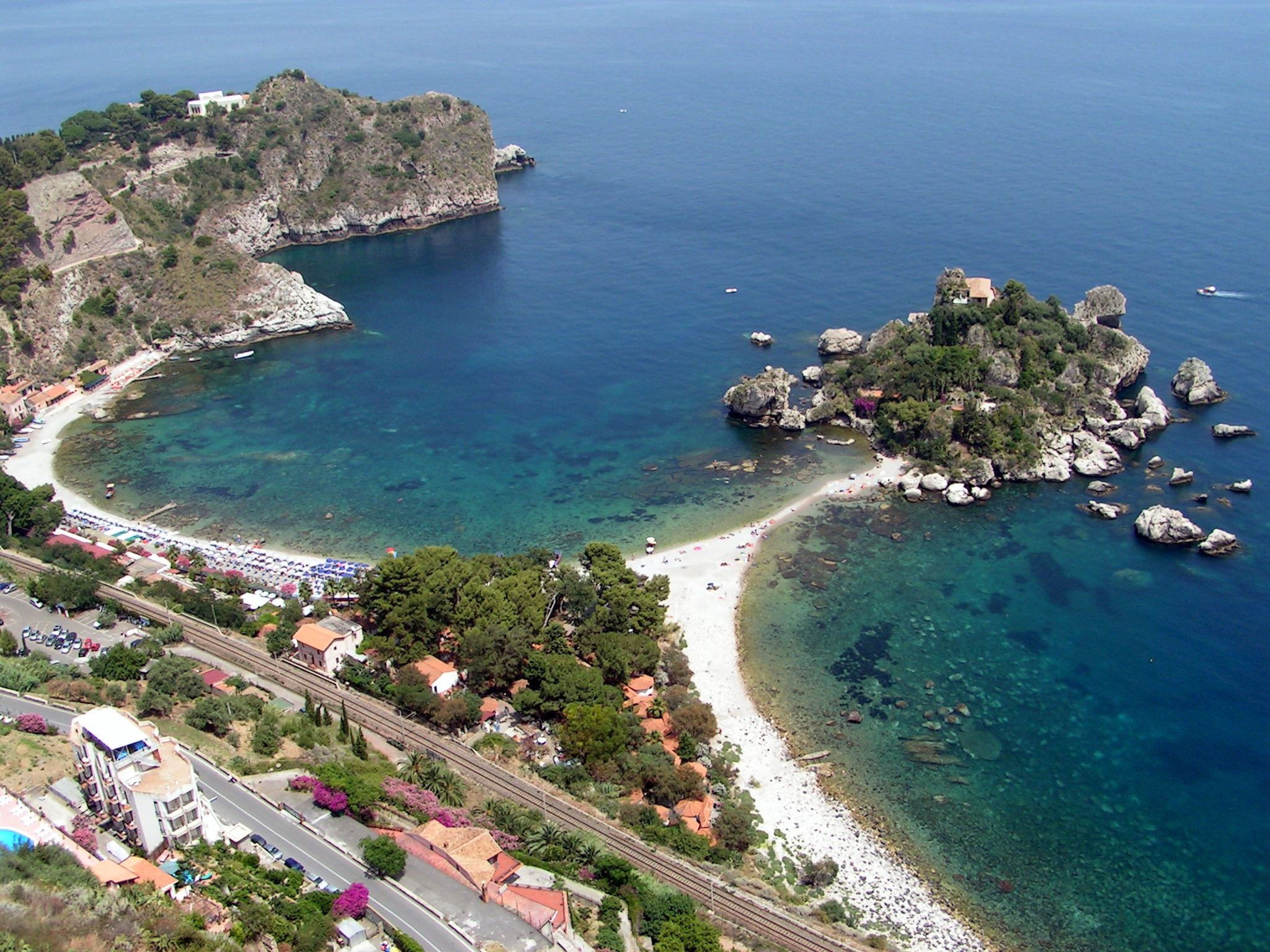
Таорміна
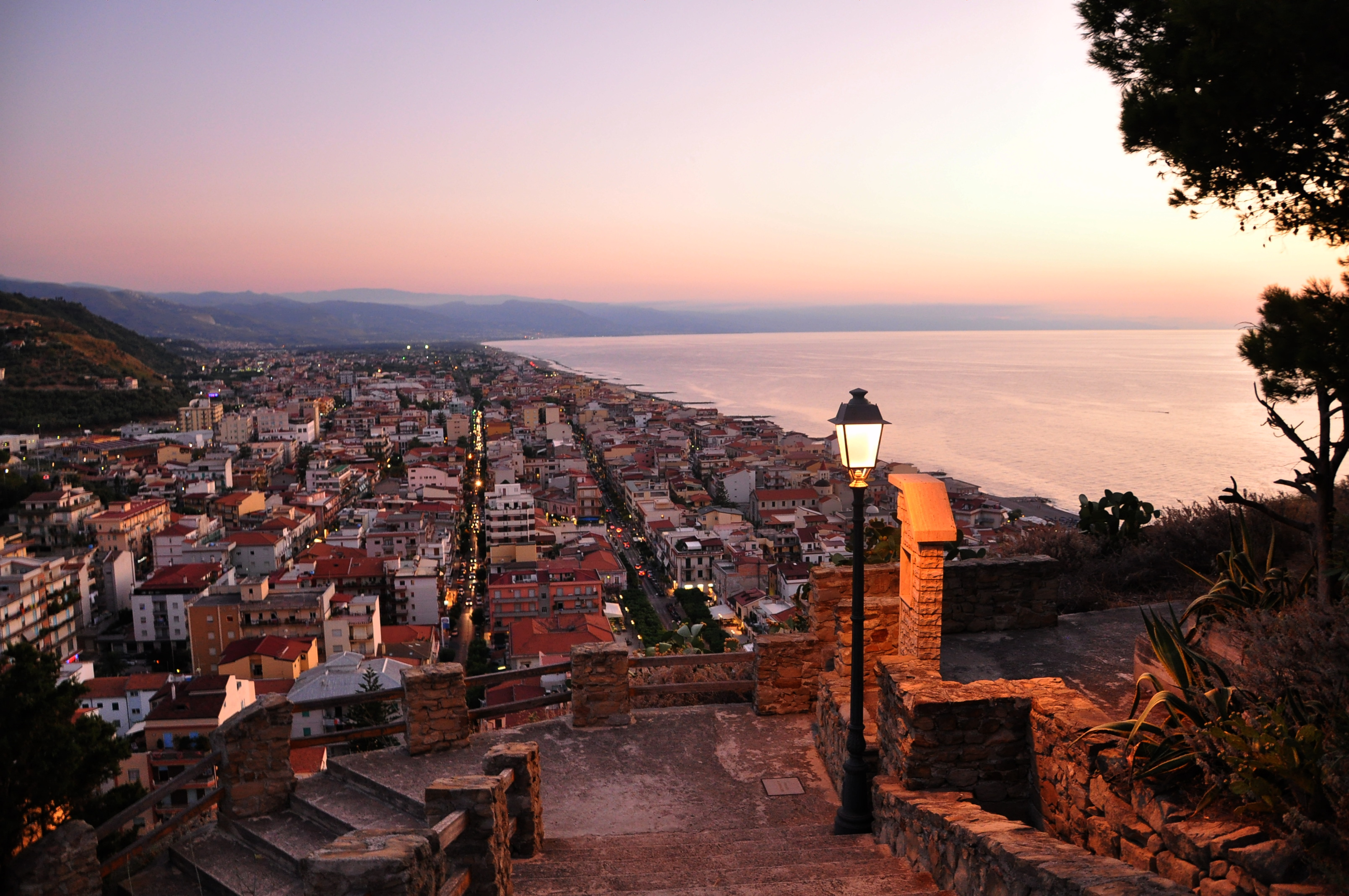
Капо д'Орландо
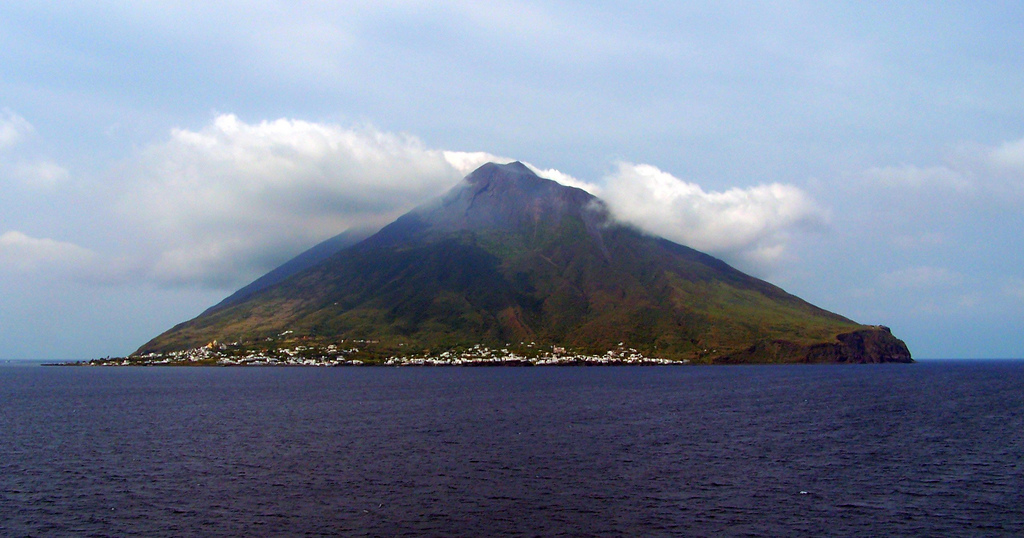
Стромболі
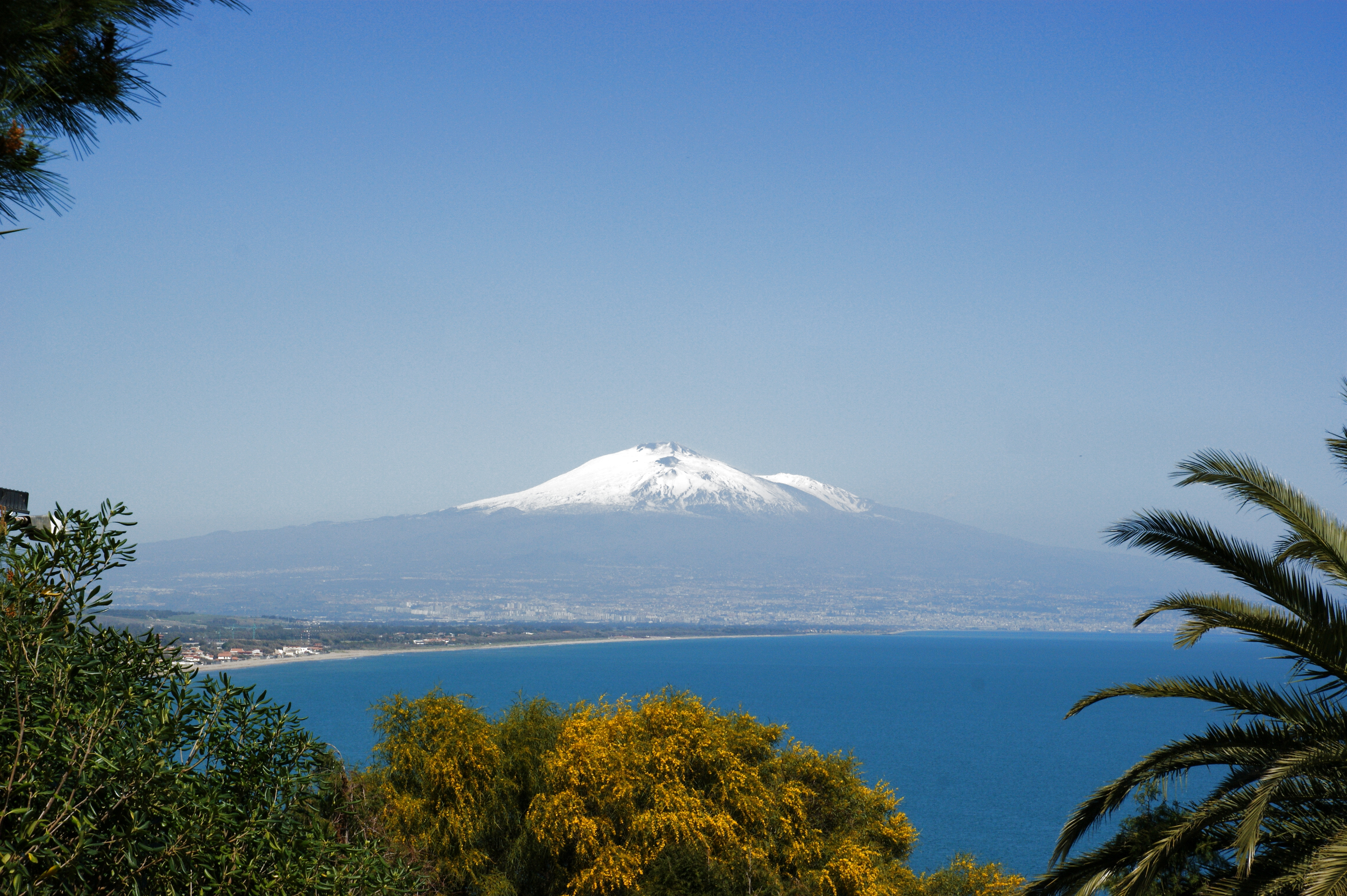
Етна — найвищий діючий вулкан Європи
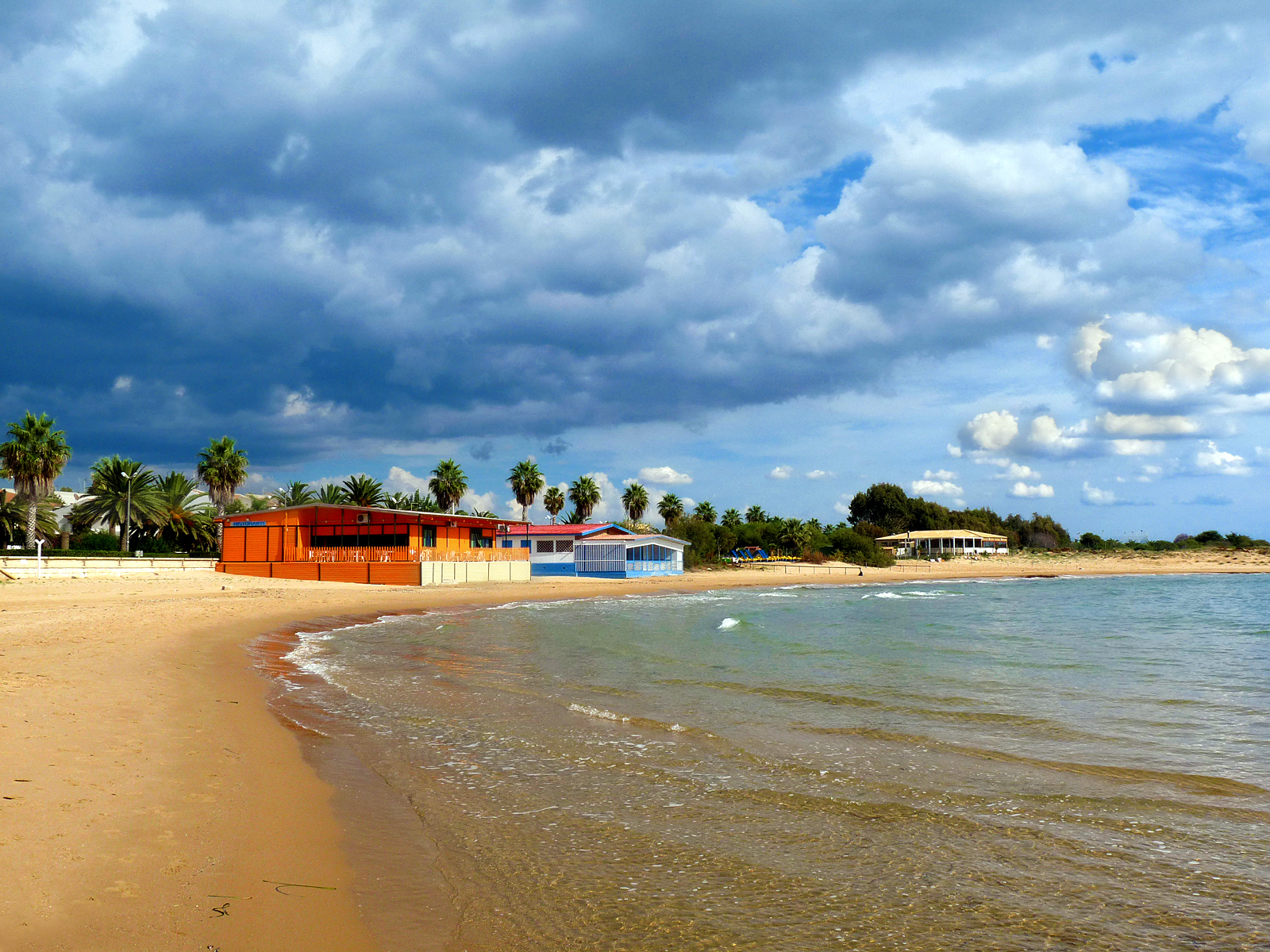
Маріна ді Рагуза
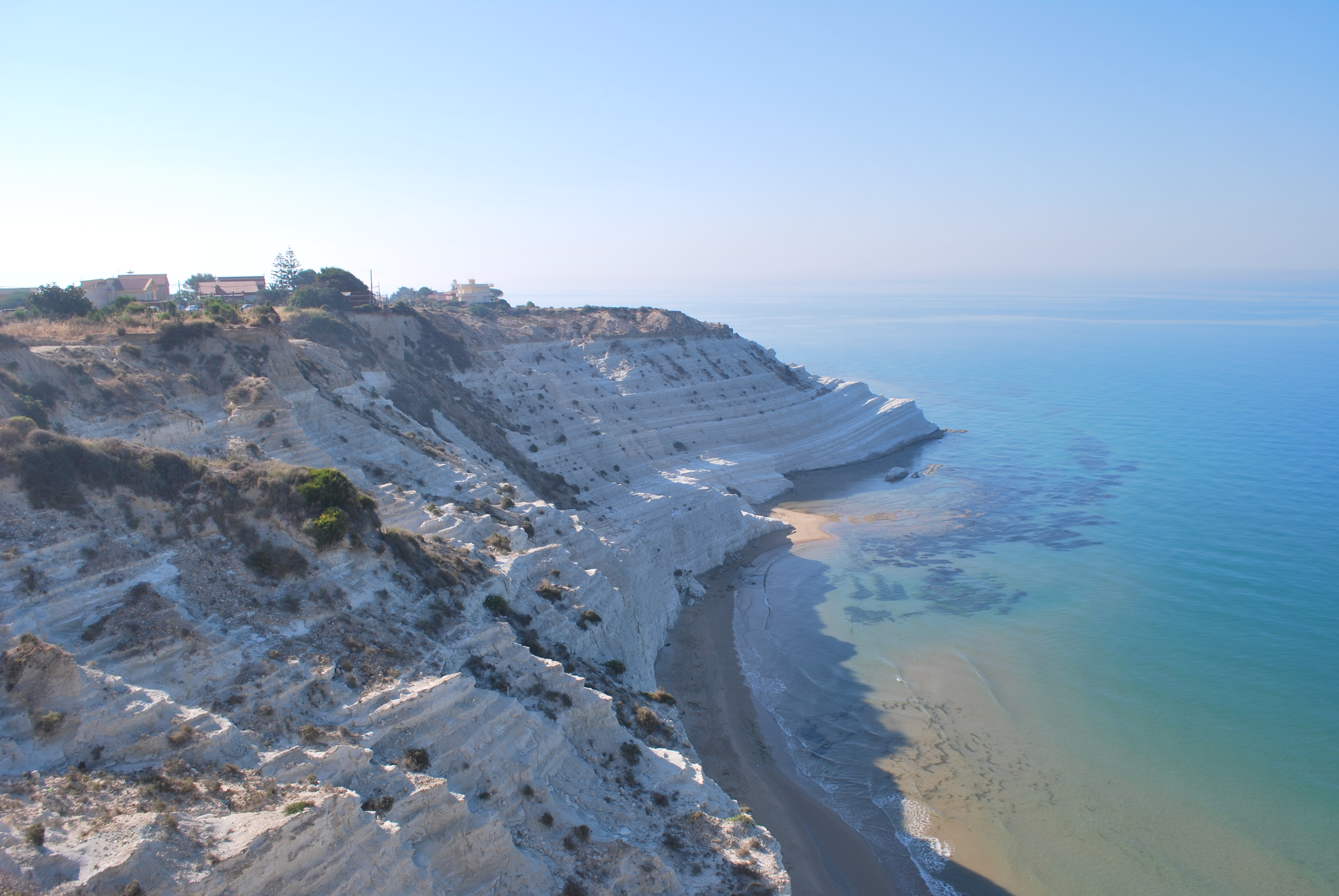
Скала деі Туркі
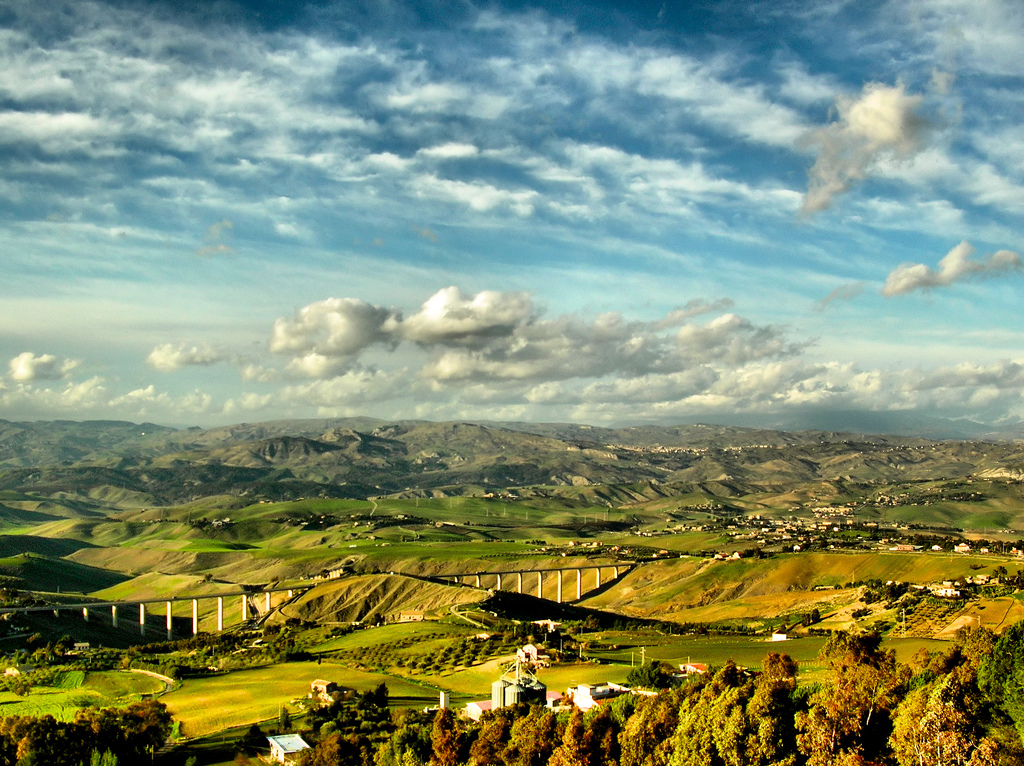
Горбиста місцевість навколо Кальтаніссетта, центр острова
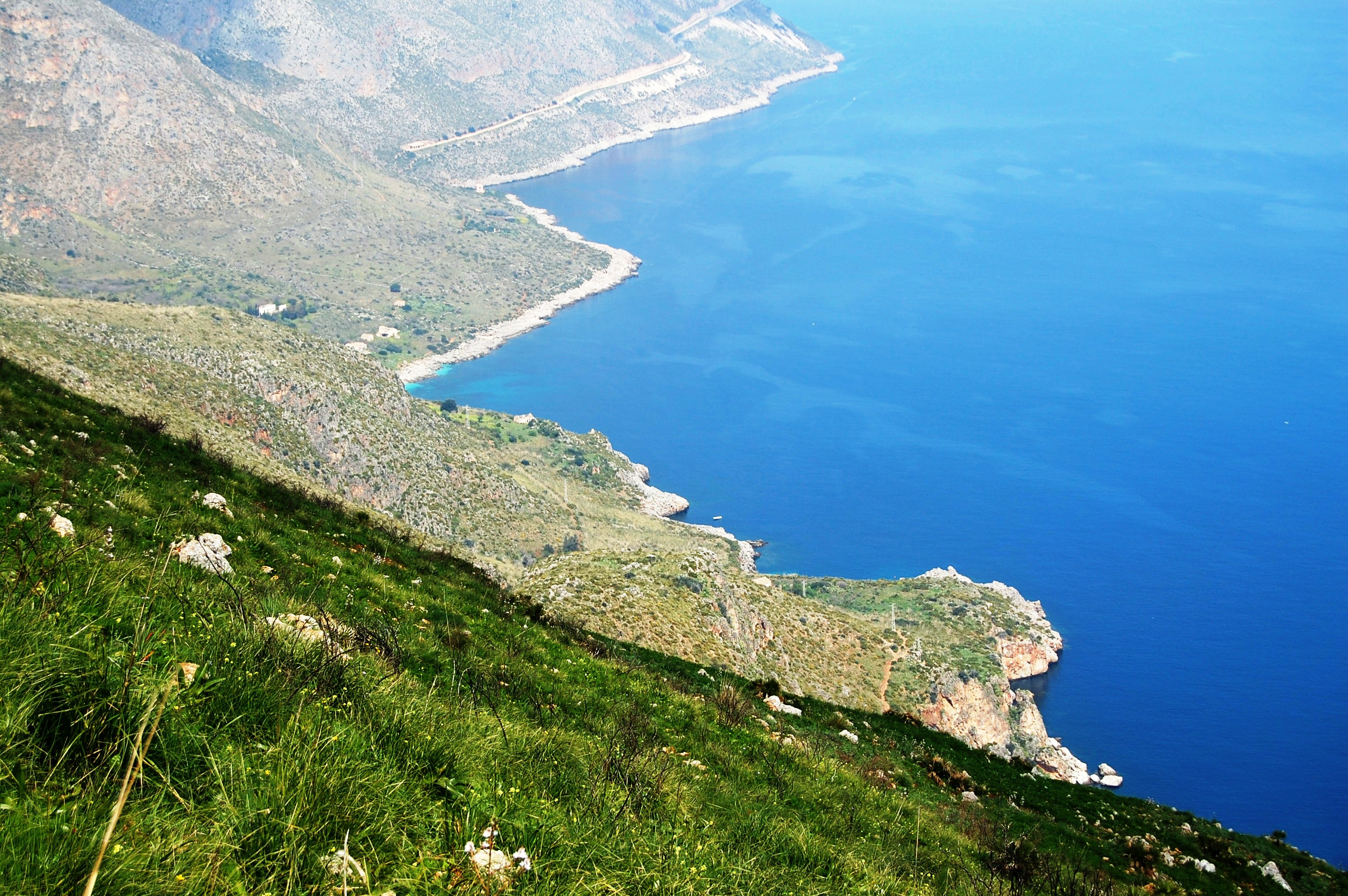
Природна резервація Дзінгаро

### Гідрографія
Сицилія з усіх боків оточена водами Середземного моря (північне узбережжя острова омиває Тірренське море, яке є частиною Середземного). На острові є декілька річок, найбільші з яких Сальсо (144 км) та Сімето (113 км).
|                 | \| Річка \| Довжина в км \| \| --------------- \| ------------ \| \| Сальсо \| 144 \| \| Сімето \| 113 \| \| Беліче \| 107 \| \| Діттайно \| 105 \| \| Платані \| 103 \| \| Горналунга \| 81 \| \| Джелі \| 74 \| \| Сальса Чімароса \| 72 \| \| Torto \| 58 \| \| Ірмініо \| 57 \| \| Дирило \| 54 \| \| Вердура \| 53 \| \| Алькантара \| 52 \| \| Телларо \| 45 \| \| Анапо \| 40 \| |
| Річка           | Довжина в км |
| Сальсо          | 144 |
| Сімето          | 113 |
| Беліче          | 107 |
| Діттайно        | 105 |
| Платані         | 103 |
| Горналунга      | 81 |
| Джелі           | 74 |
| Сальса Чімароса | 72 |
| Torto           | 58 |
| Ірмініо         | 57 |
| Дирило          | 54 |
| Вердура         | 53 |
| Алькантара      | 52 |
| Телларо         | 45 |
| Анапо           | 40 |

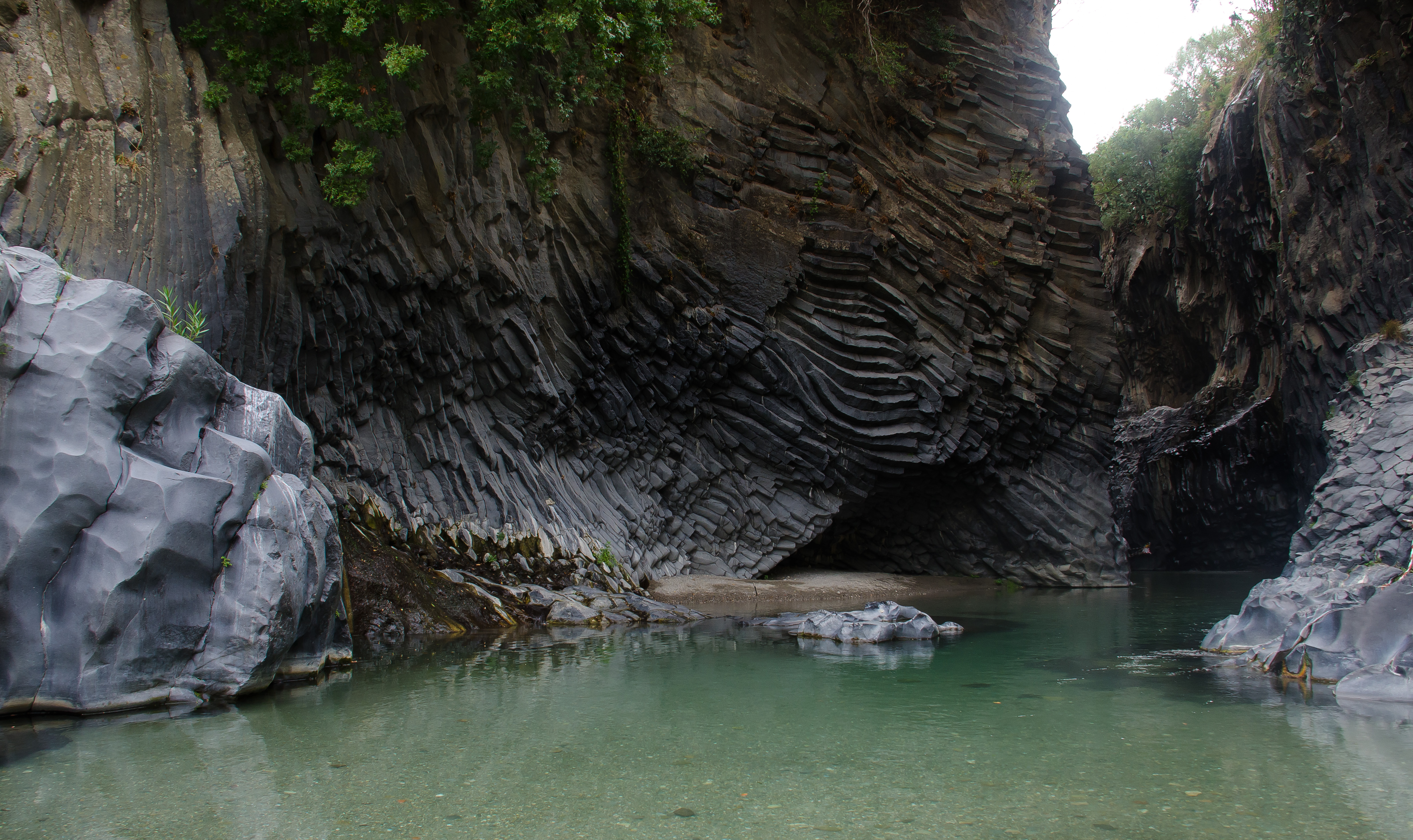
Каньйон річки Алькантара
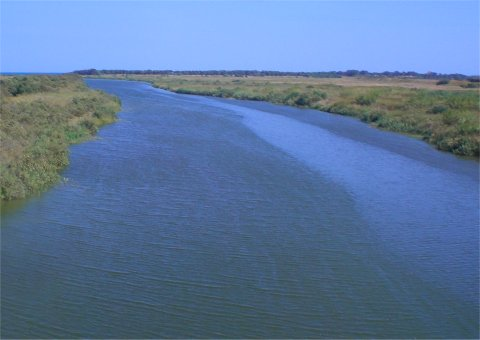
Річка Сімето
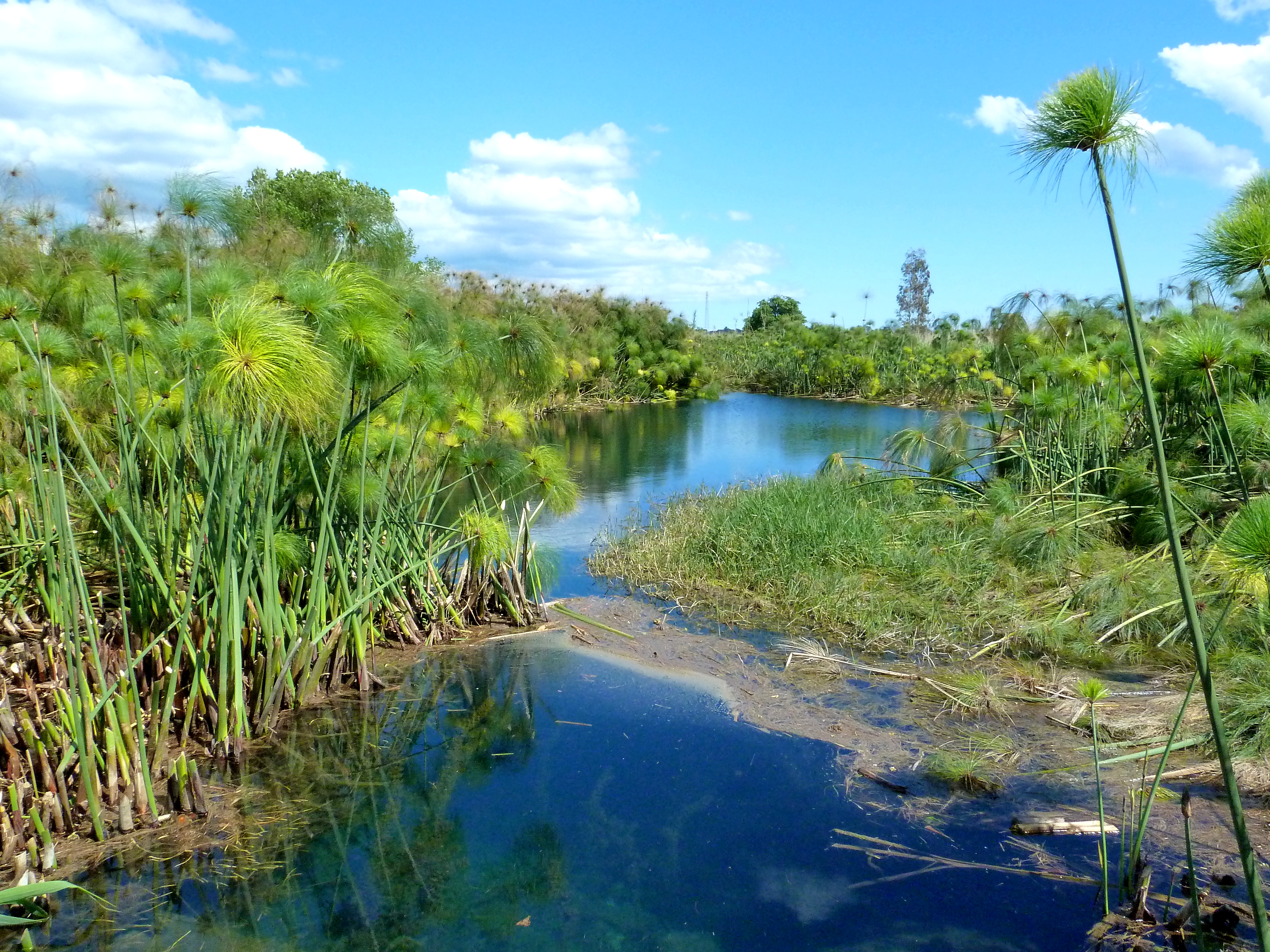
Папірус на річці Чане

### Клімат
Клімат Сицилії — типово середземноморський, з жарким літом та короткою м'якою зимою. Кількість сонячних годин в середньому сягає 2500 на рік (для порівняння, в континентальній Італії — 2000, на півдні Франції — 1800). Незначні опади випадають переважно в зимові місяці — з жовтня до березня. Максимальна температура спостерігається в липні та серпні — в середньому +26 °C, а мінімальна від +10 °C до +14 °C — в грудні й лютому. Температура води коливається між +16 °C взимку і +27 °C улітку.
Дикоросла рослинність відповідна до клімату. Для пейзажу острова характерні культурні рослини (цитрусові, виноград, пальми, кактуси, опунція). Вершина Етни близько дев'яти місяців року покрита снігом.

## Історія

### Доісторичний період
Перші сліди людини на території Сицилії належать до епохи палеоліту.
В епоху раннього неоліту (7000—6000 до н. е.) територія Сицилії була заселена носіями культури кардіальної кераміки. Аж до раннєписемного періоду розвиток Сицилії відбувався синхронно з сусідньою Мальтою, на обох островах представлені ті самі археологічні культури з однаковими особливостями (пор. доісторична Мальта), за тим винятком, що на Сицилії не споруджували мегалітичні храми (тобто щодо Мальти вона могла займати підлегле становище).
Найдавніші мешканці Сицилії, відомі з письмових давньоримських джерел — сікани, нащадки автохтонної археологічної культури Кастеллуччо), а також сікули та елімці (один з «народів моря», що прибув з Малої Азії). Одна з найвідоміших археологічних пам'яток Сицилії доримського періоду (XII–VII століття до н. е.) — некрополь Панталіка з понад 5000 гробниць, вирубаних у скелях, занесений до списку світової спадщини ЮНЕСКО.

### Античність
З VII століття до н. е. Сицилія була колонізована поселенцями з Карфагена та греками. На той час на сході острова проживали сікули, а на заході — фінікійці. Перші незабаром асимілювалися, а останніх вигнали з острова після битви при Гімері (480 рік до н. е.)
Найдавнішою грецькою колонією на Сицилії вважається Наксос, заснований у 734 року до н. е. на східному узбережжі біля гори Етни. Його заснували вихідці з Халкіди на Евбеї та з острова Наксос в Егейському морі. Близько 735 до н. е. дещо південніше коринфяни заснували Сиракузи — найбільшу грецьку колонію на Сицилії. У 729 року до н. е. засноване місто Катане (Катанія). Близько 730–720 років до н. е. вихідці з Кум та інших халкидських міст почали колонізацію Мессінської протоки й заснували Занклу, пізніше названу Мессіною.
Під час Пелопоннеської війни 431–404 років до н. е. Афіни намагалися захопити Сицилію, але зазнали невдачі. З V століття до н. е. Карфаген прагнув заволодіти островом Сицилія. Особливої гостроти боротьба проти карфагенської експансії досягла за тиранів Сиракуз Діонісія I та Агафокла. Остаточно карфагеняни були витіснені з острова римлянами під час Першої Пунічної війни 264–241 років до н. е.
241 року до н. е. Сицилія стала першою римською провінцією, житницею Риму. Тут були значні рабовласницькі латифундії. Водночас на Сицилії спалахували найбільші повстання рабів.

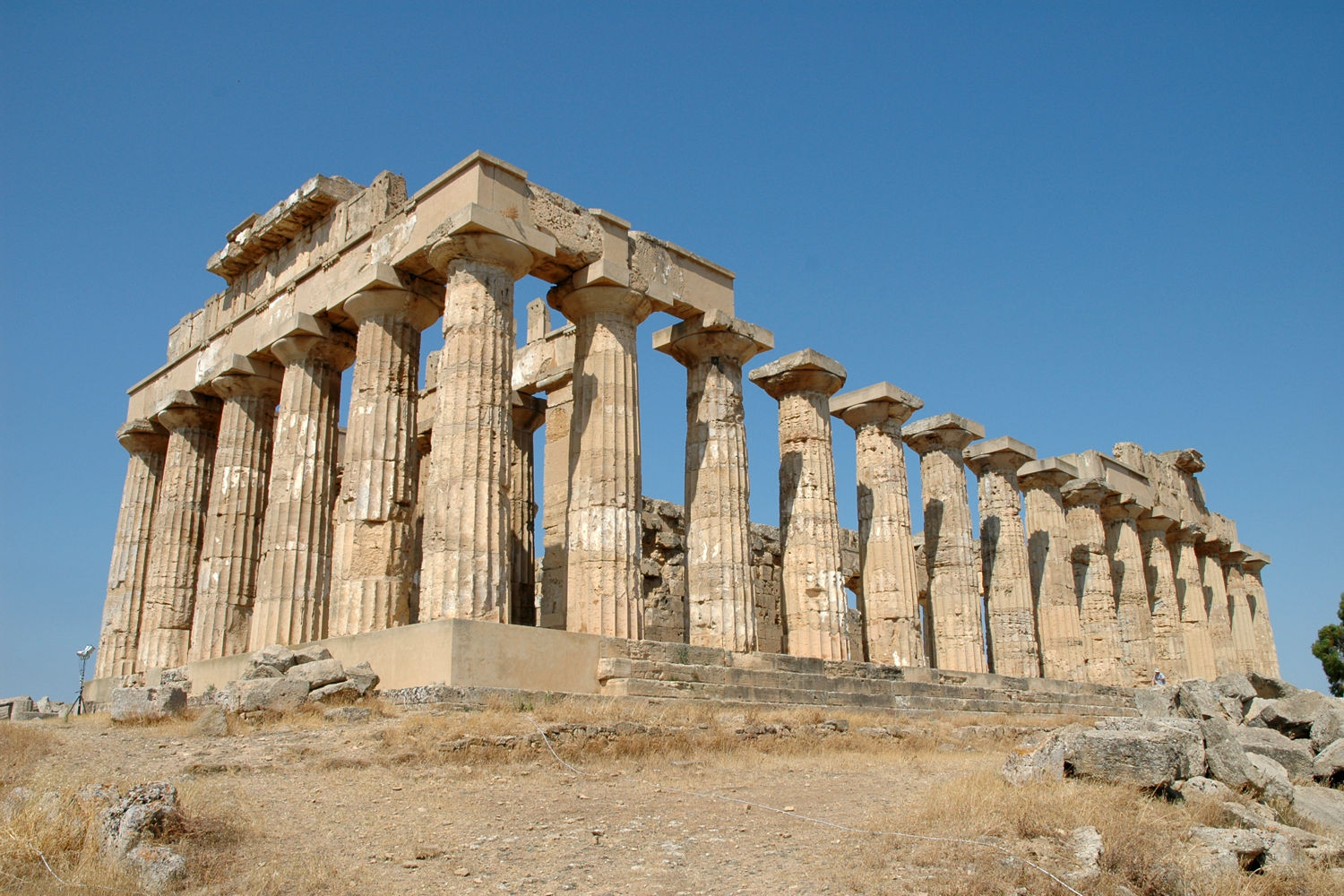
Храм Гери, V ст. до н.е. Кастельветрано
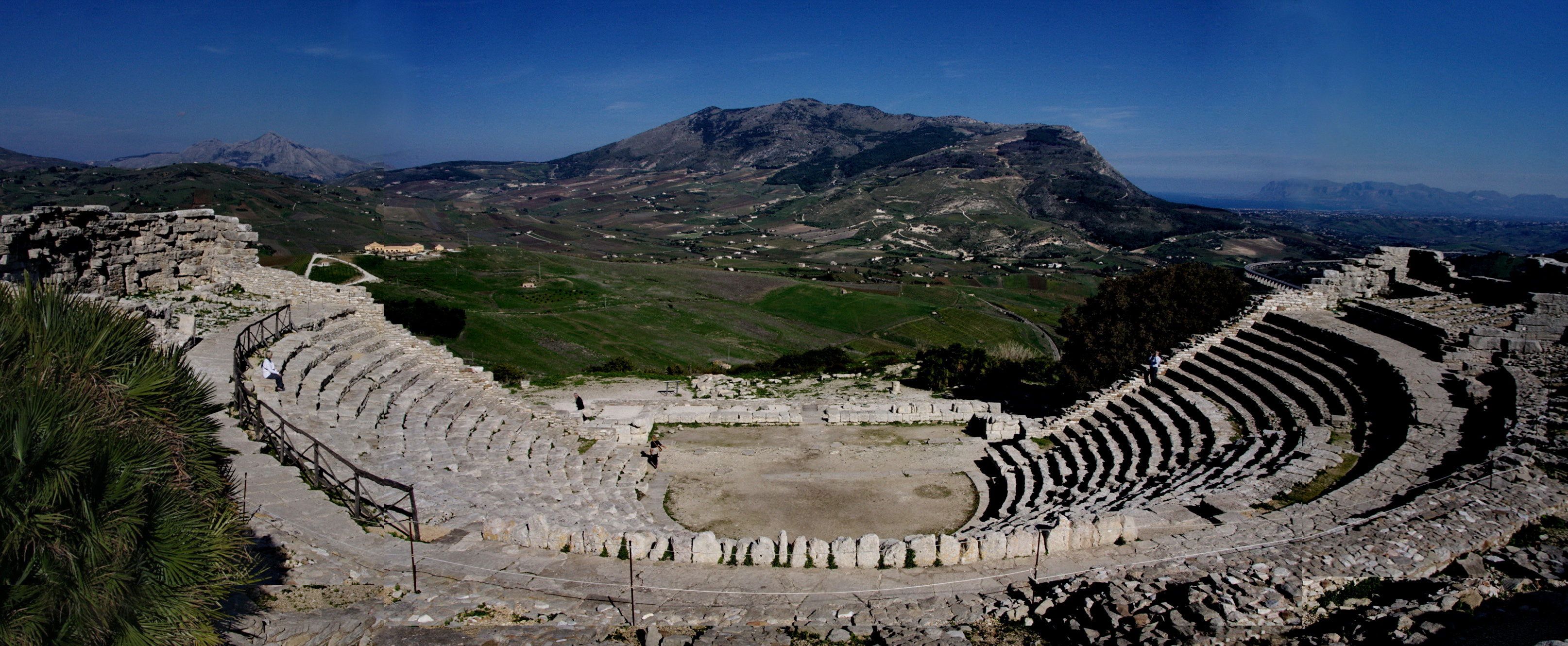
Театр Сегеста
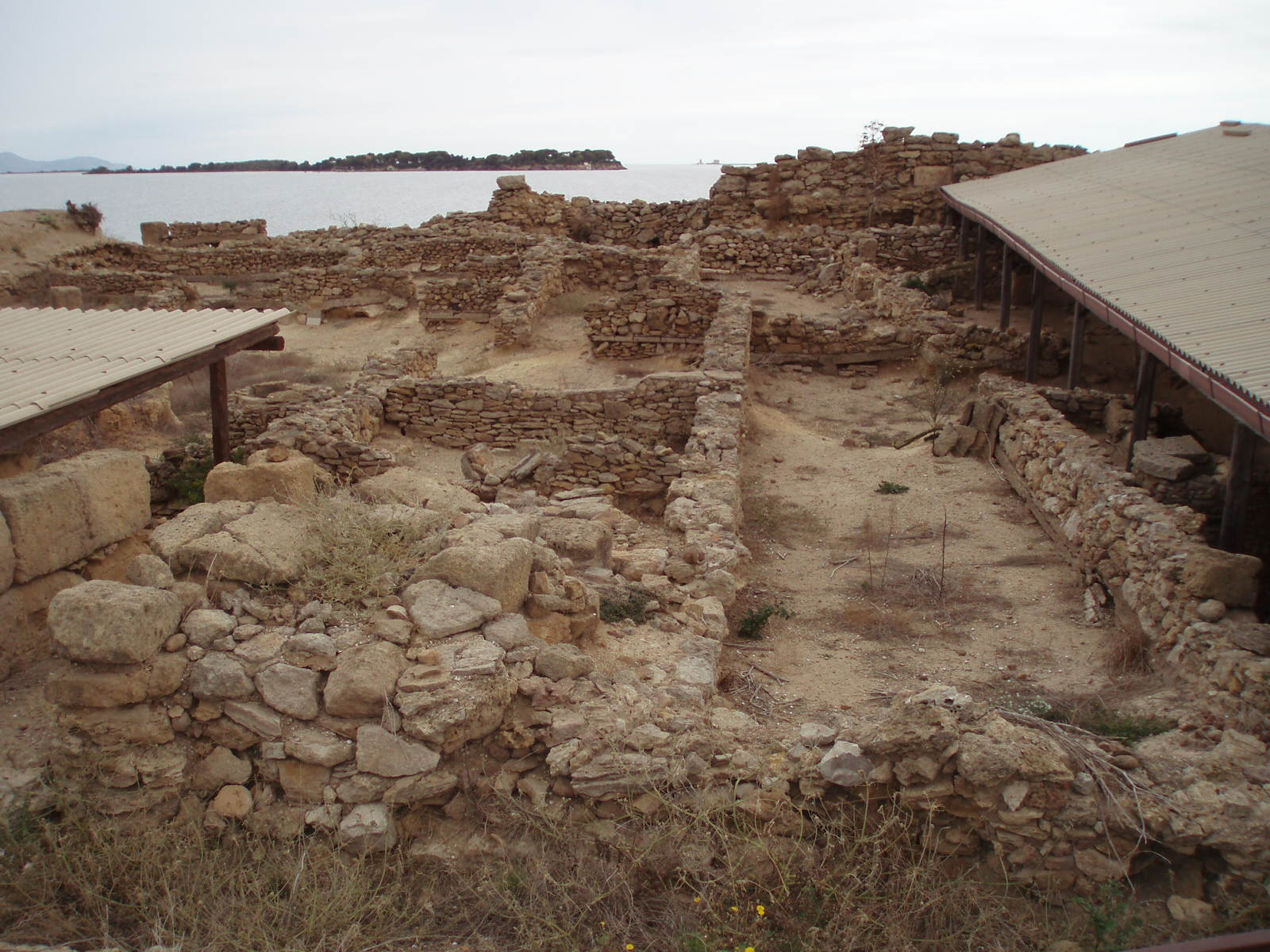
Руїни стародавнього та могутнього фінікійського міста Мот'я
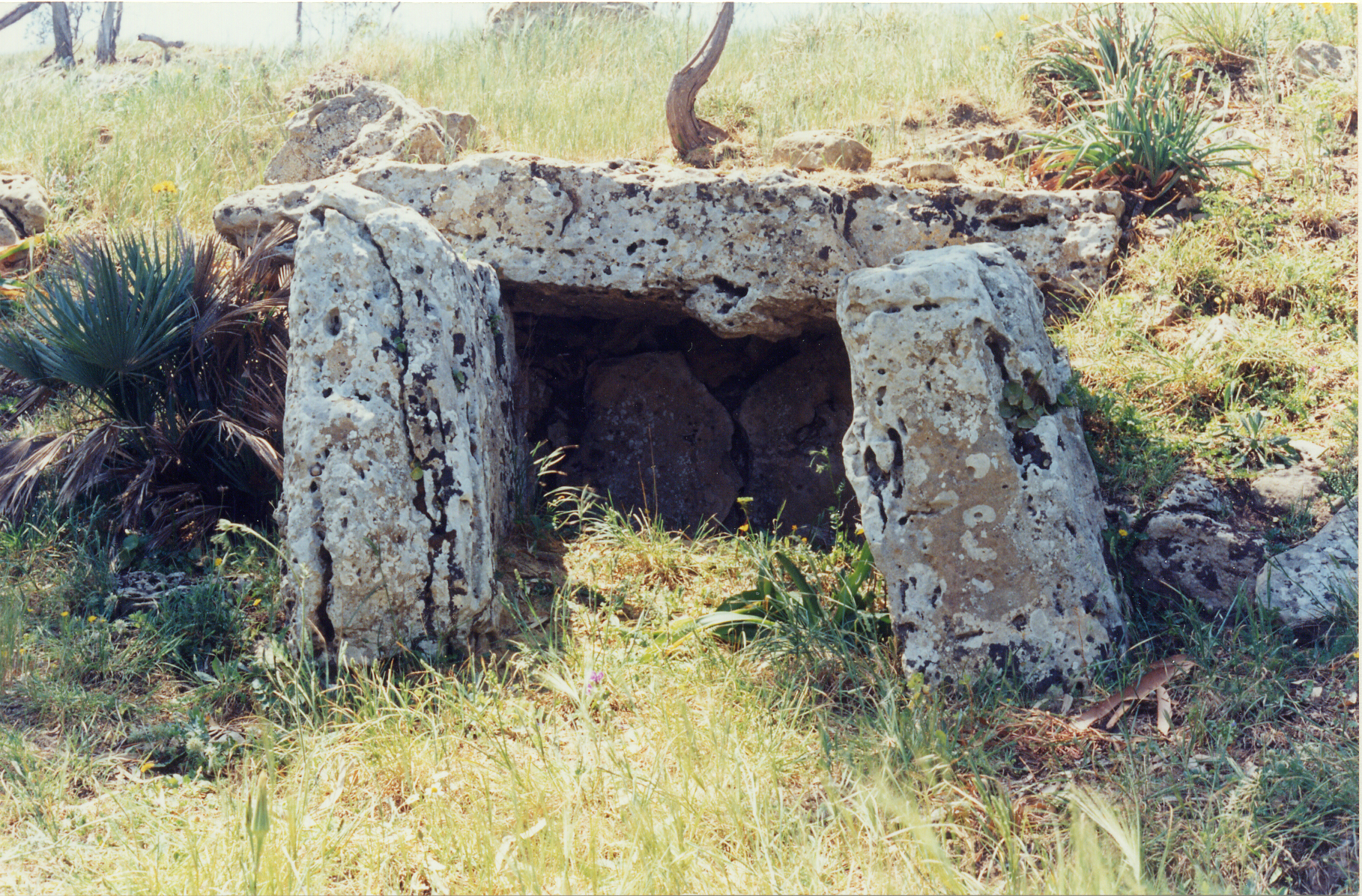
Дольмен Монте Буббонія, південна Сицилія
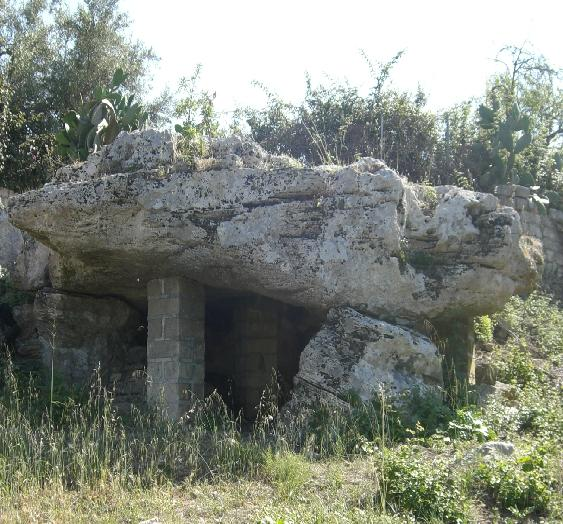
Дольмен Авола, східна Сицилія
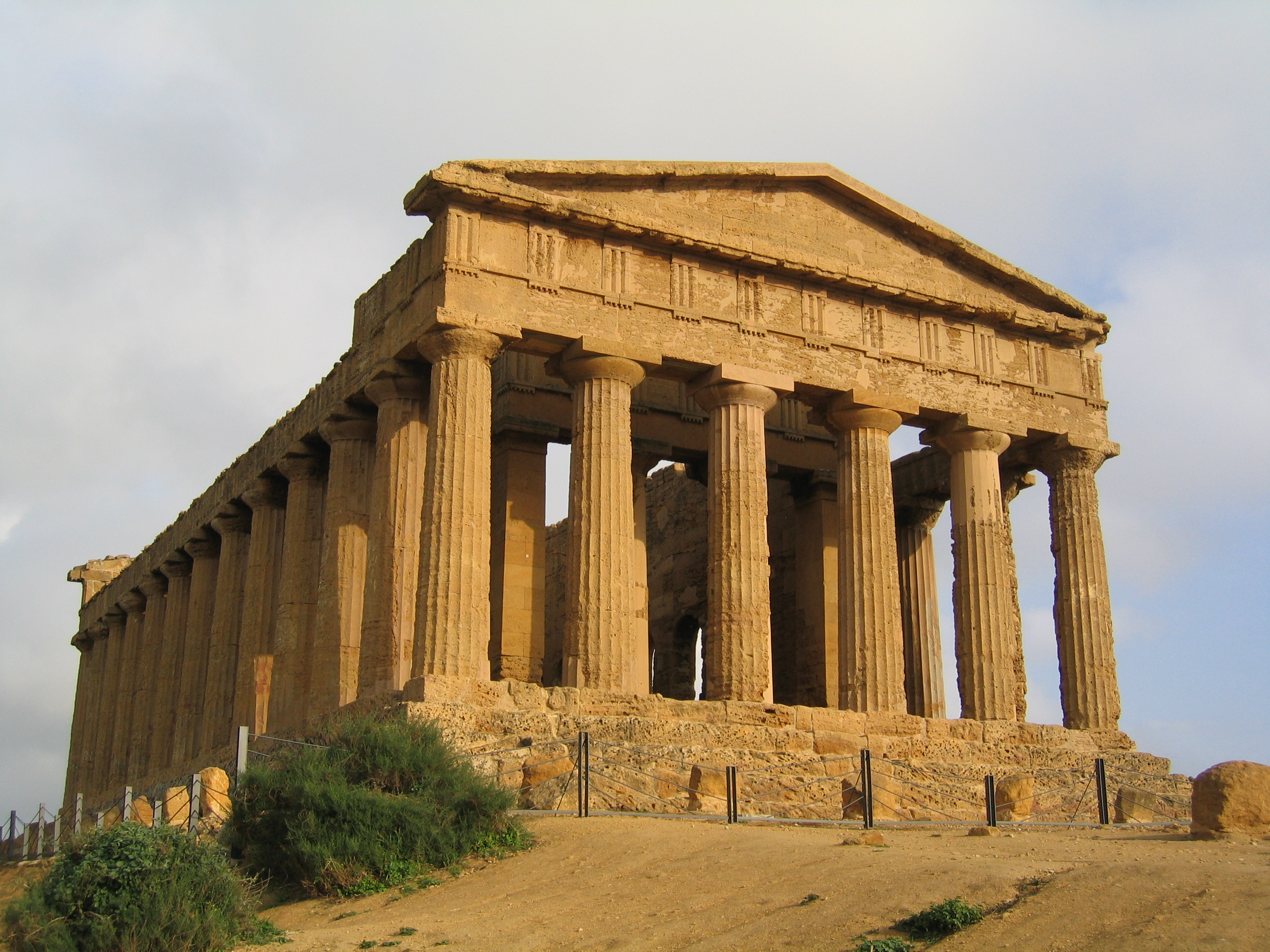
Храм Згоди, Агрідженто
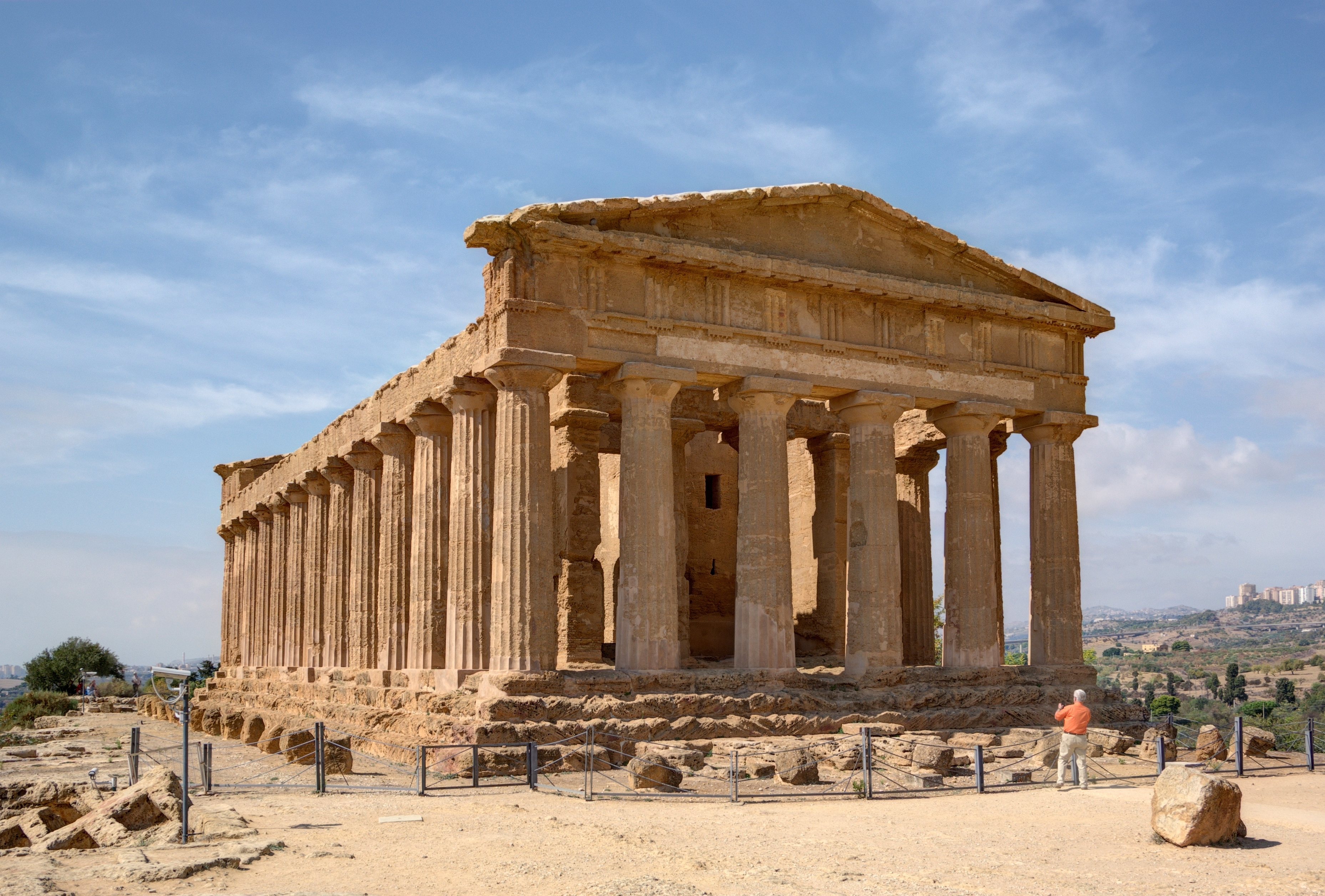
Храм Згоди, Агрідженто
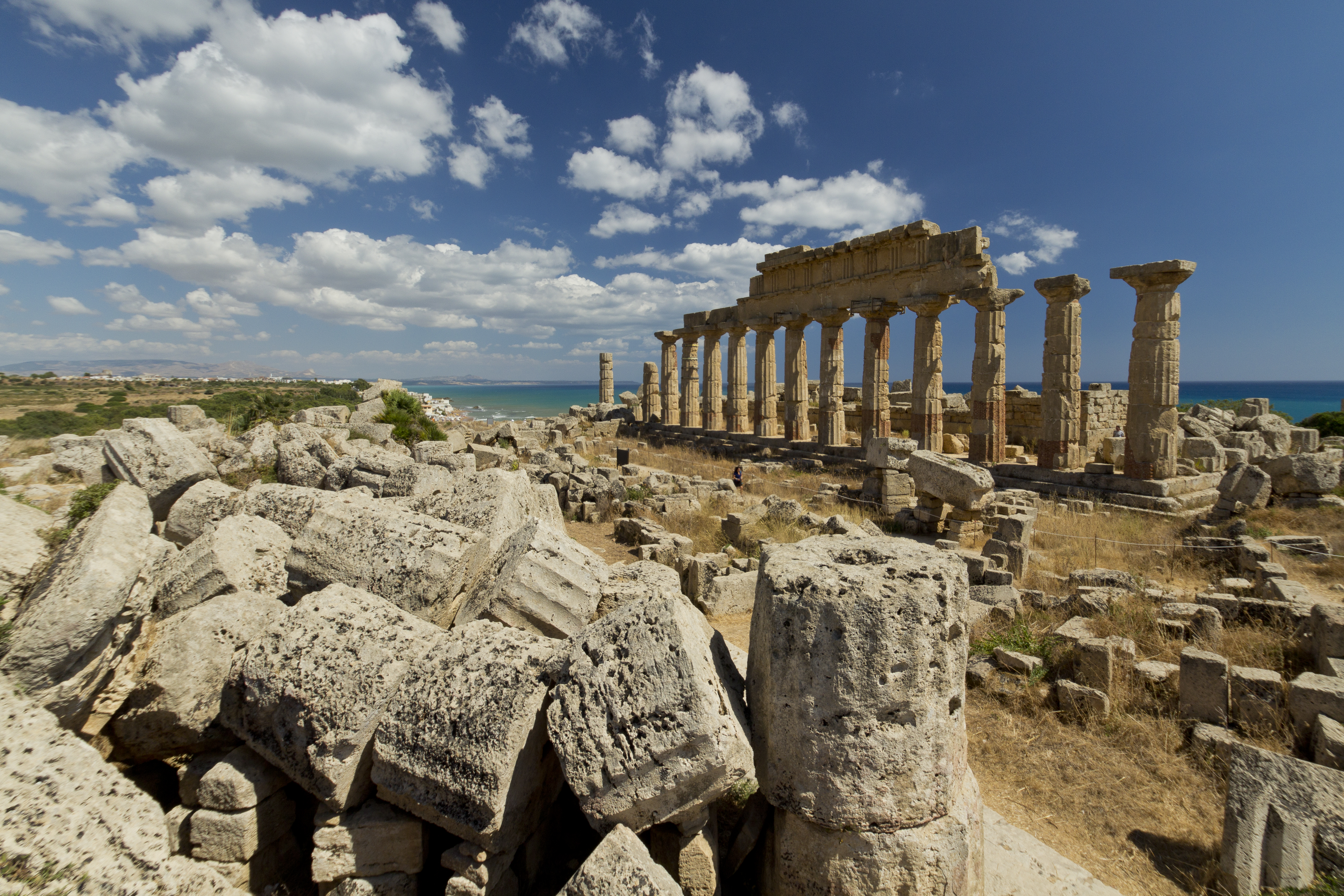
Храм Селінунте
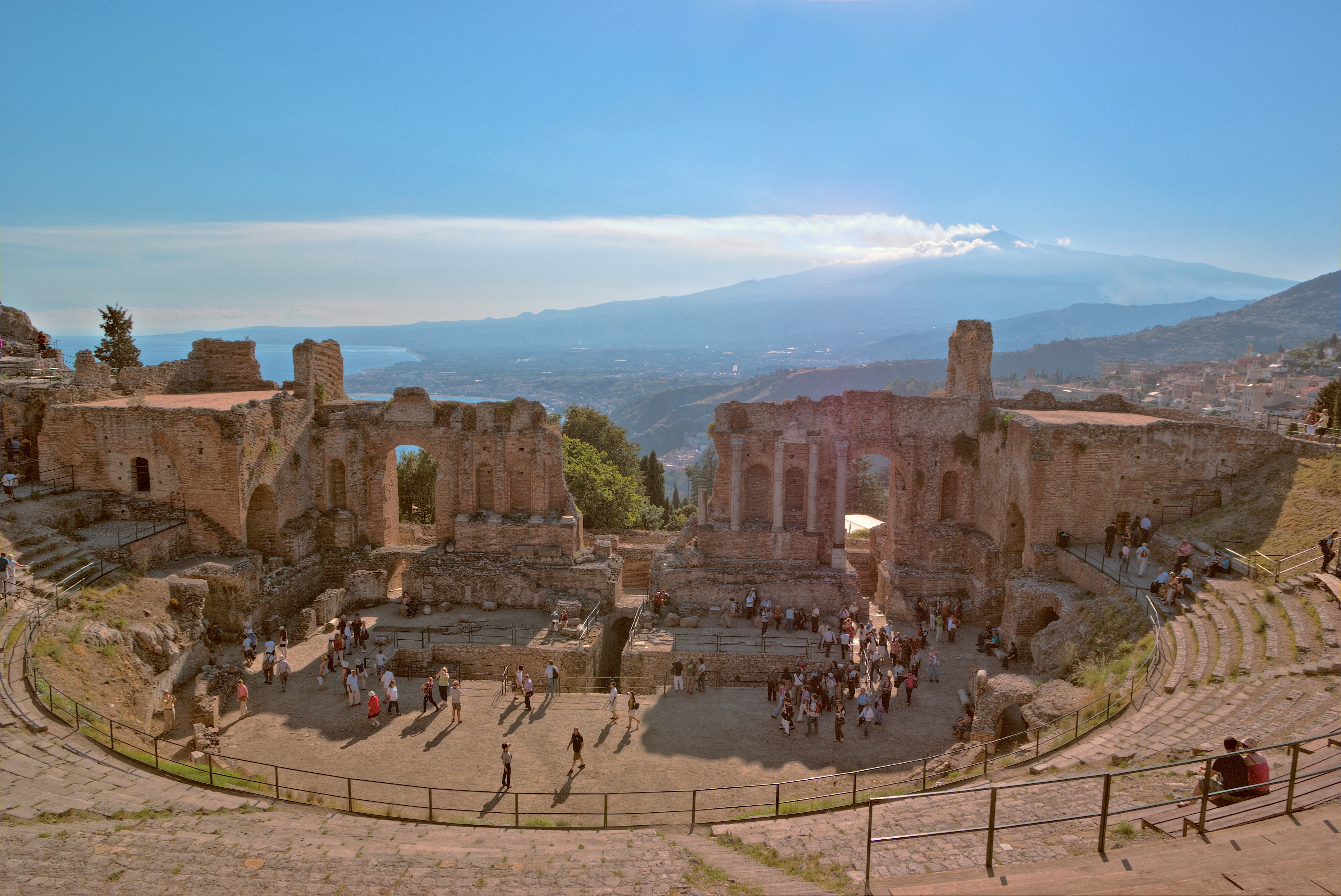
Греко-римський театр Таорміна
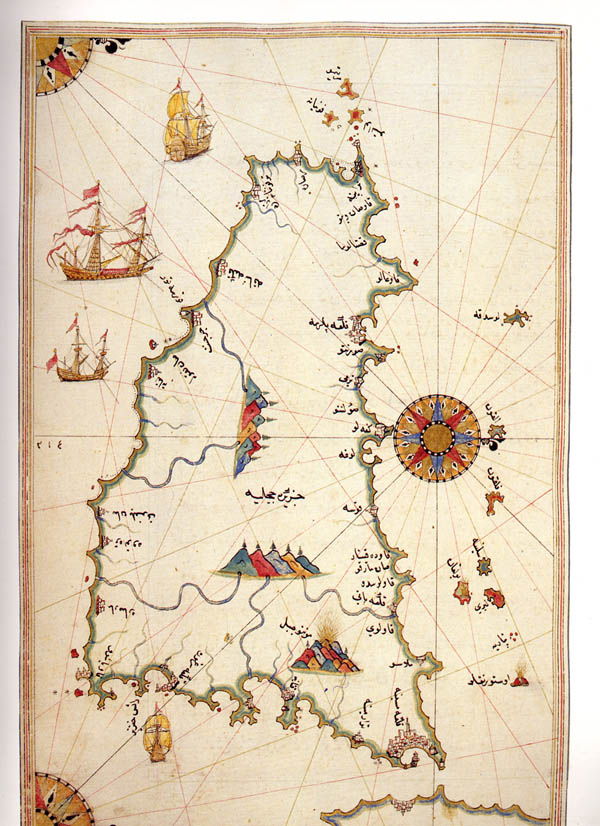
Історична мапа Сицилії, Пірі Рейс
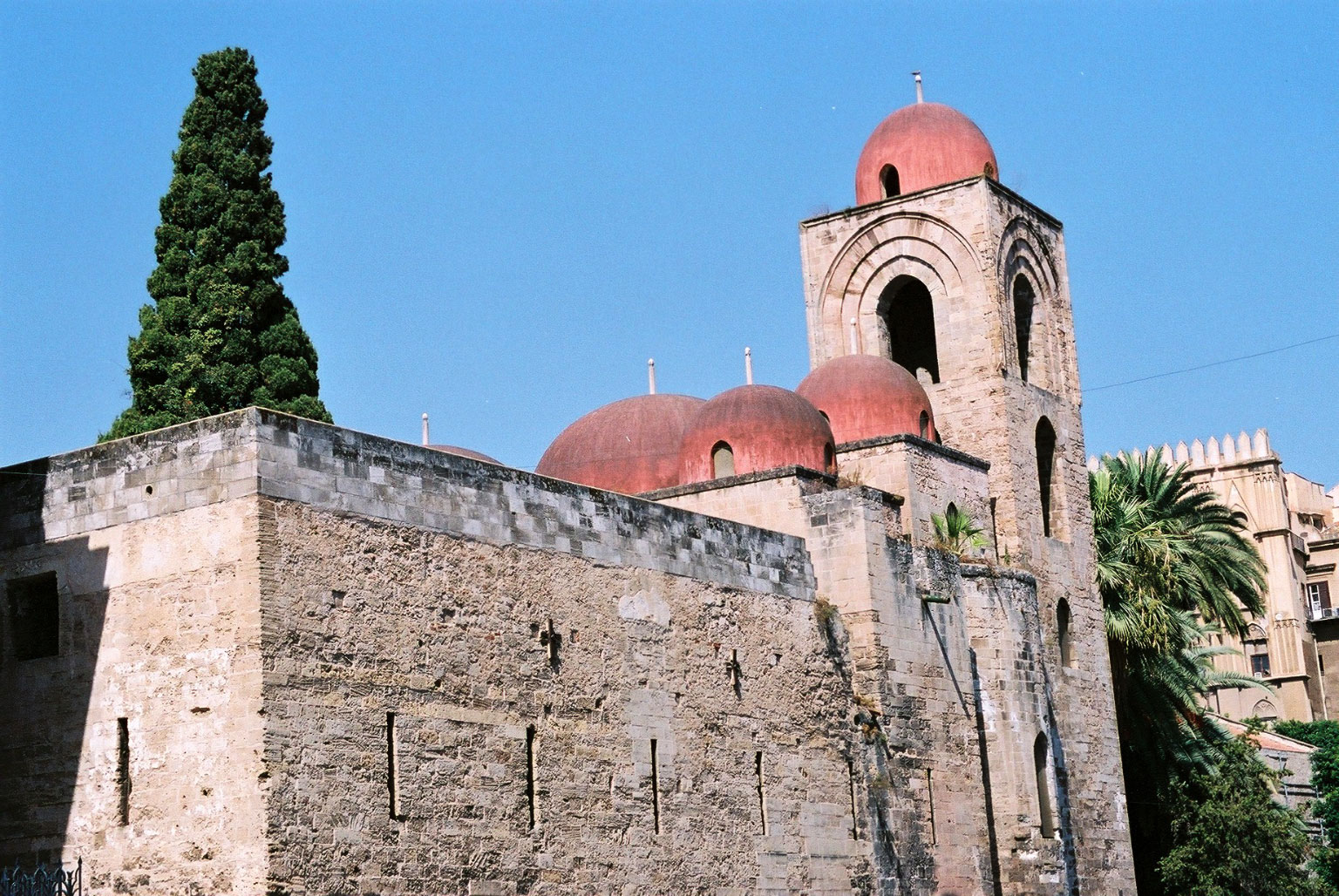
San Giovanni degli Eremiti, Червоні куполи вказують на візантійську архітектуру
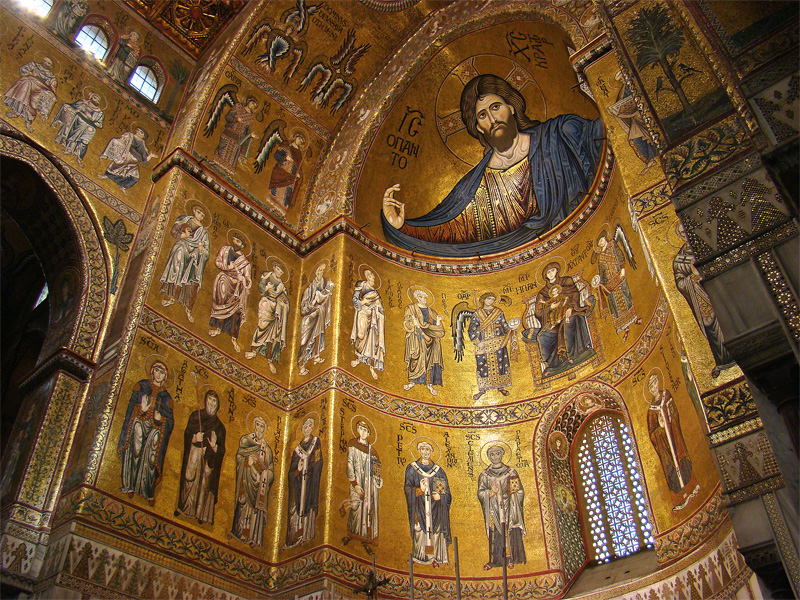
Візантійські мозаїки, Монреале

### Середньовіччя
В епоху раннього Середньовіччя Сицилія перебувала в руках вандалів (V століття н. е.), остготів (VI століття), Візантії (535), арабів — з 888 року. 948 року на Сицилії утворився емірат. У XI столітті Сицилію завоювали нормани. Норманське завоювання супроводжувалося масовим напливом поселенців з Франції та Італії, внаслідок чого арабську та грецьку мови витіснила сицилійська мова, що тут сформувалася. Під час хрестових походів Сицилія, завдяки вигідному географічному положенню, переживала економічний підйом.
У XII–XIII століттях Сицилія була частиною Сицилійського королівства. У 1266—1268 роки Сицилійським королівством заволодів Карл I Анжуйський. 1282 року проти нього спалахнуло повстання, в результаті якого Анжуйська династія втратила владу над Сицилією. У 1282—1302 роки на острові утвердилися королі Арагону.
1434 року засновано Катанійський університет.

### Новий час

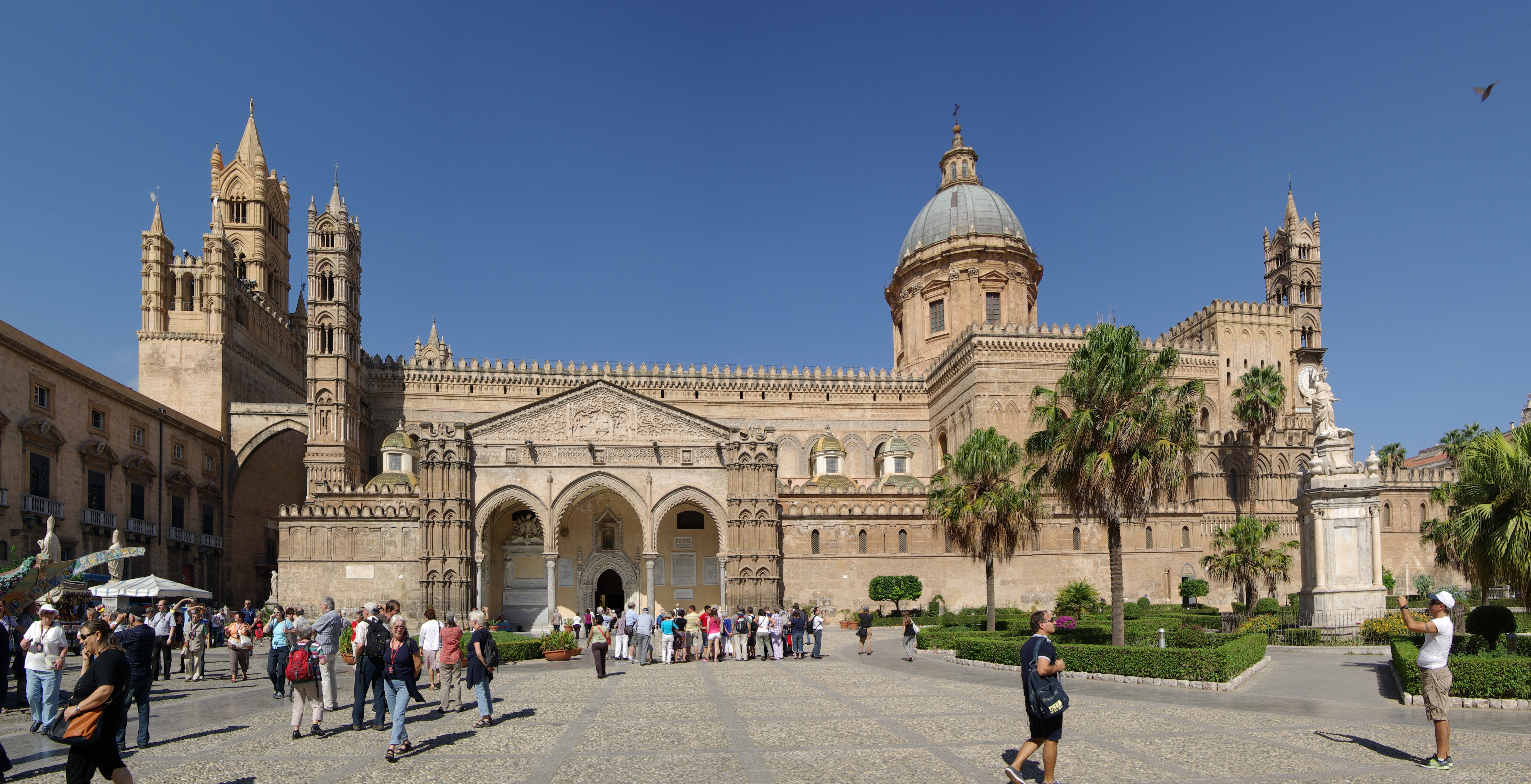
Кафедральний собор Палермо

За Утрехтським мирним договором 1713 року острів Сицилія відійшов до Савойського герцогства. За Лондонським договором 1720 року Сицилія відійшла до Австрії.
У 1735—1860 Сицилією правили Бурбони з Неаполя (Королівство Обох Сицилій).
У 1806 році засновано університет Палермо.
У період наполеонівського панування в Італії на Сицилії перебував неаполітанський король Фердинанд IV (1799—1802, 1806—1814).
У 1812 король змушений проголосити конституцію, складену за зразком англійської, яку, проте він скасував у 1816.
У 1860 на Сицилії спалахнуло повстання, яке підтримав Джузеппе Гарібальді зі своєю «Тисячею», в результаті чого острів був звільнений від влади Бурбонів і в 1861 ввійшов до складу об'єднаного Італійського королівства.
У кінці XIX століття на Сицилії вирували великі селянські повстання.

### Новітня історія
Під час Другої світової війни Сицилія стала плацдармом для наступу союзних військ на Апеннінському півострові. У 1943 здійснено висадку союзних військ у Сицилії.
У XX столітті економіка Сицилії зберігала аграрний характер. З цим значною мірою пов'язано існування на Сицилії такої потужної злочинної організації, як сицилійська мафія.
У 1947 Сицилія отримала обласну автономію.

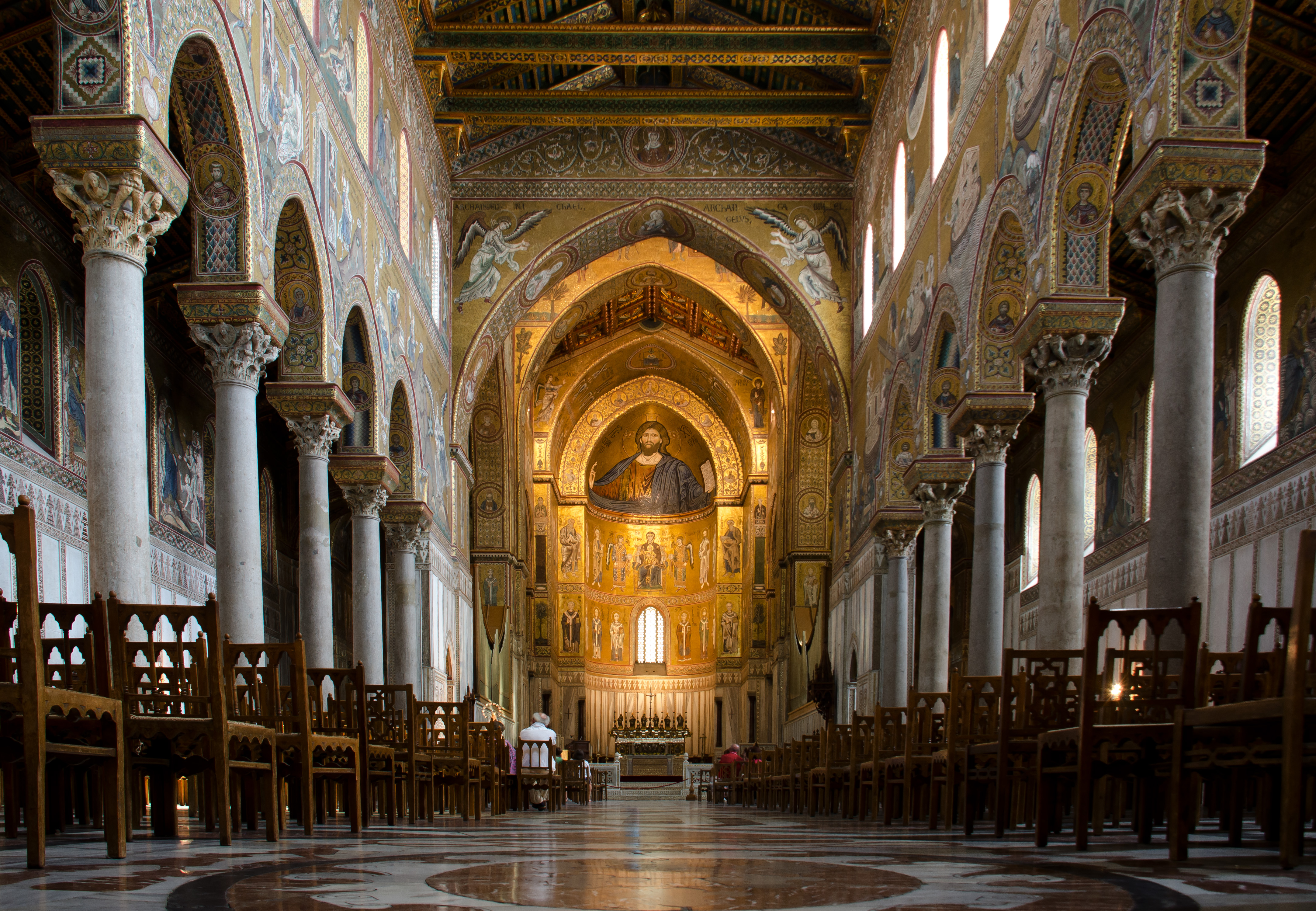
Кафедральний собор, Монреале
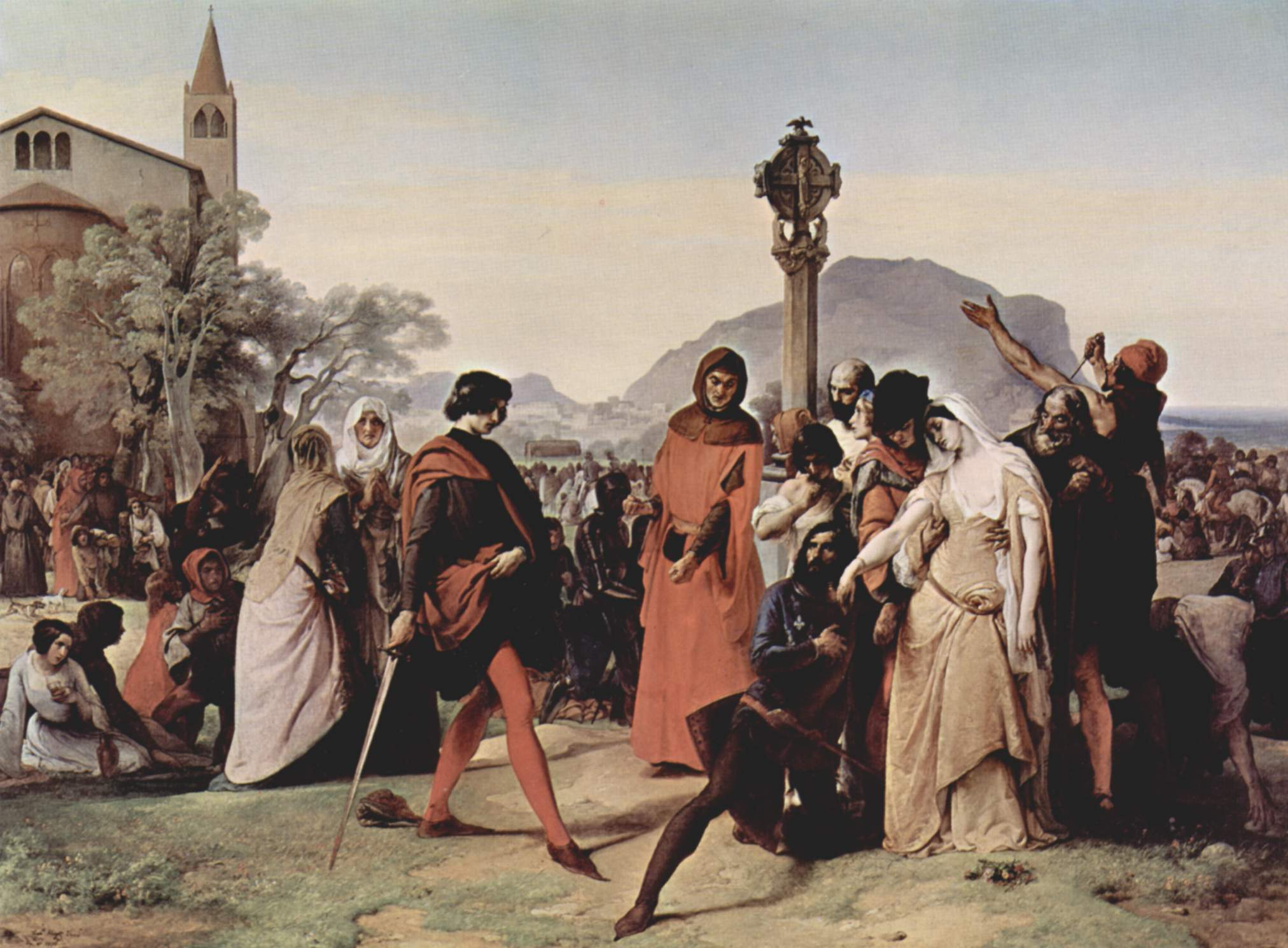
Зображення сицилійського повстання
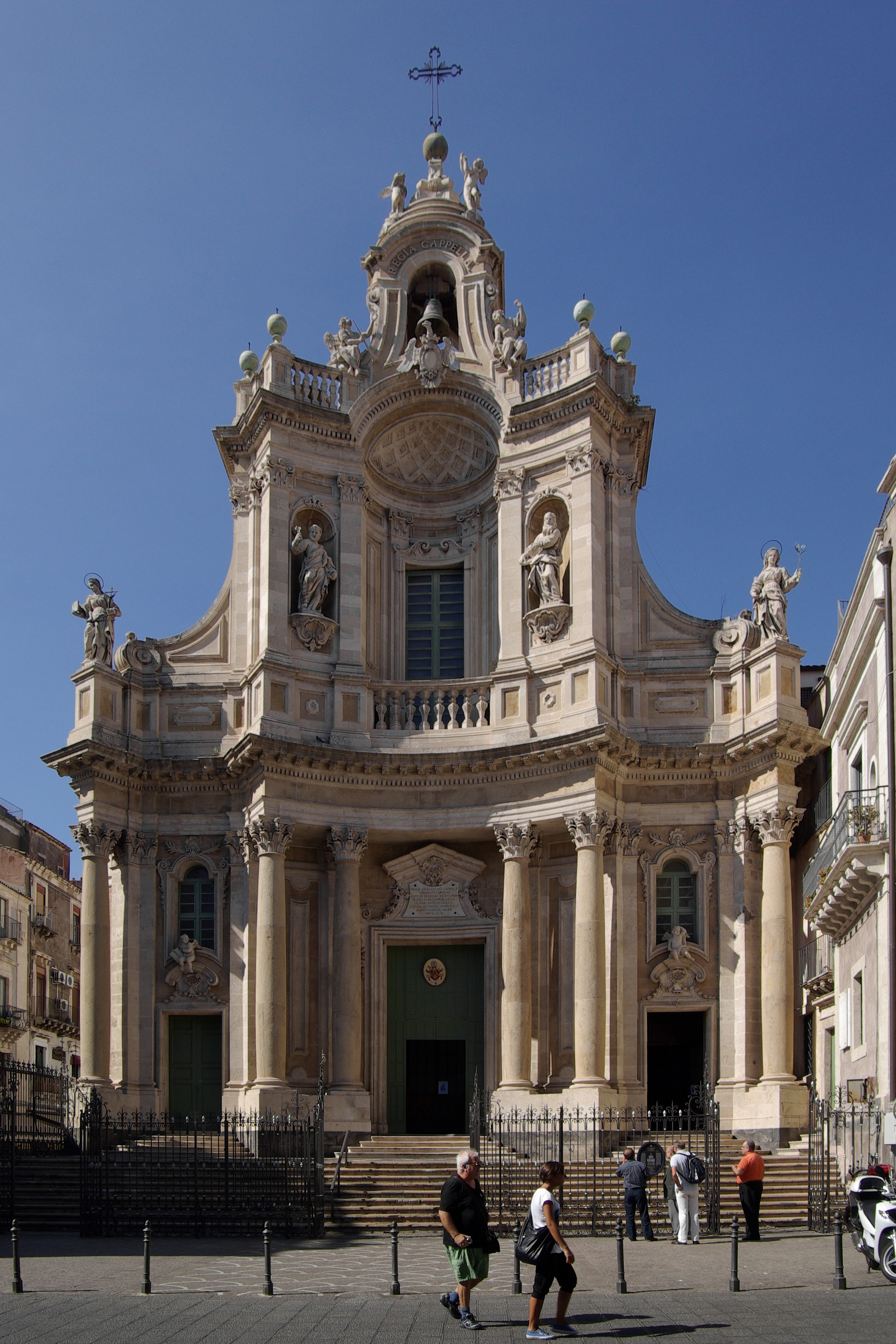
Сицилійське бароко, Катанія
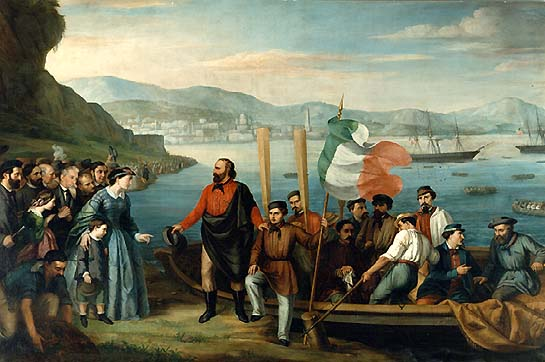
Початок Тисячної експедиції Гарібальді, 1860
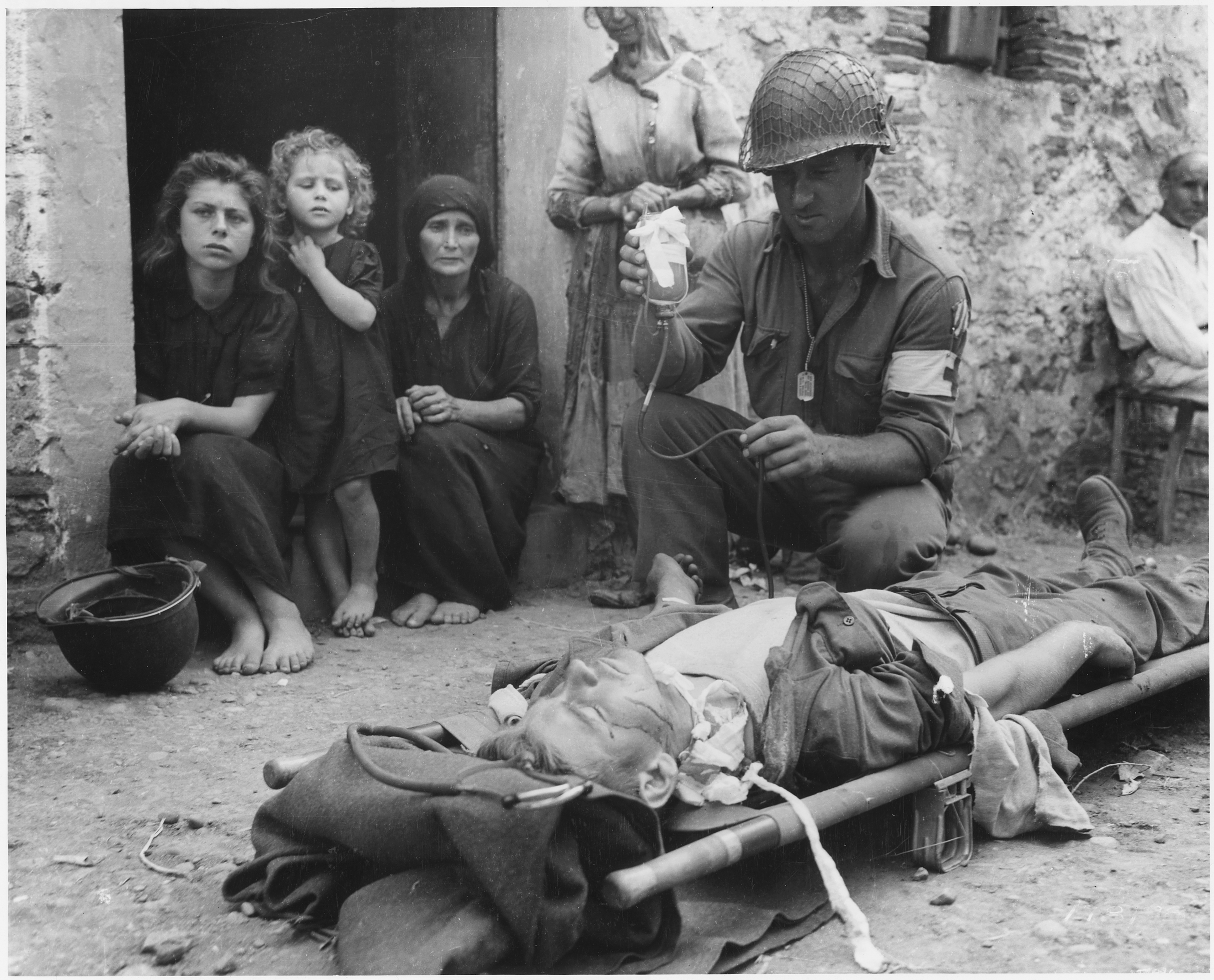
Лікування американського визволителя, 9 серпня 1943
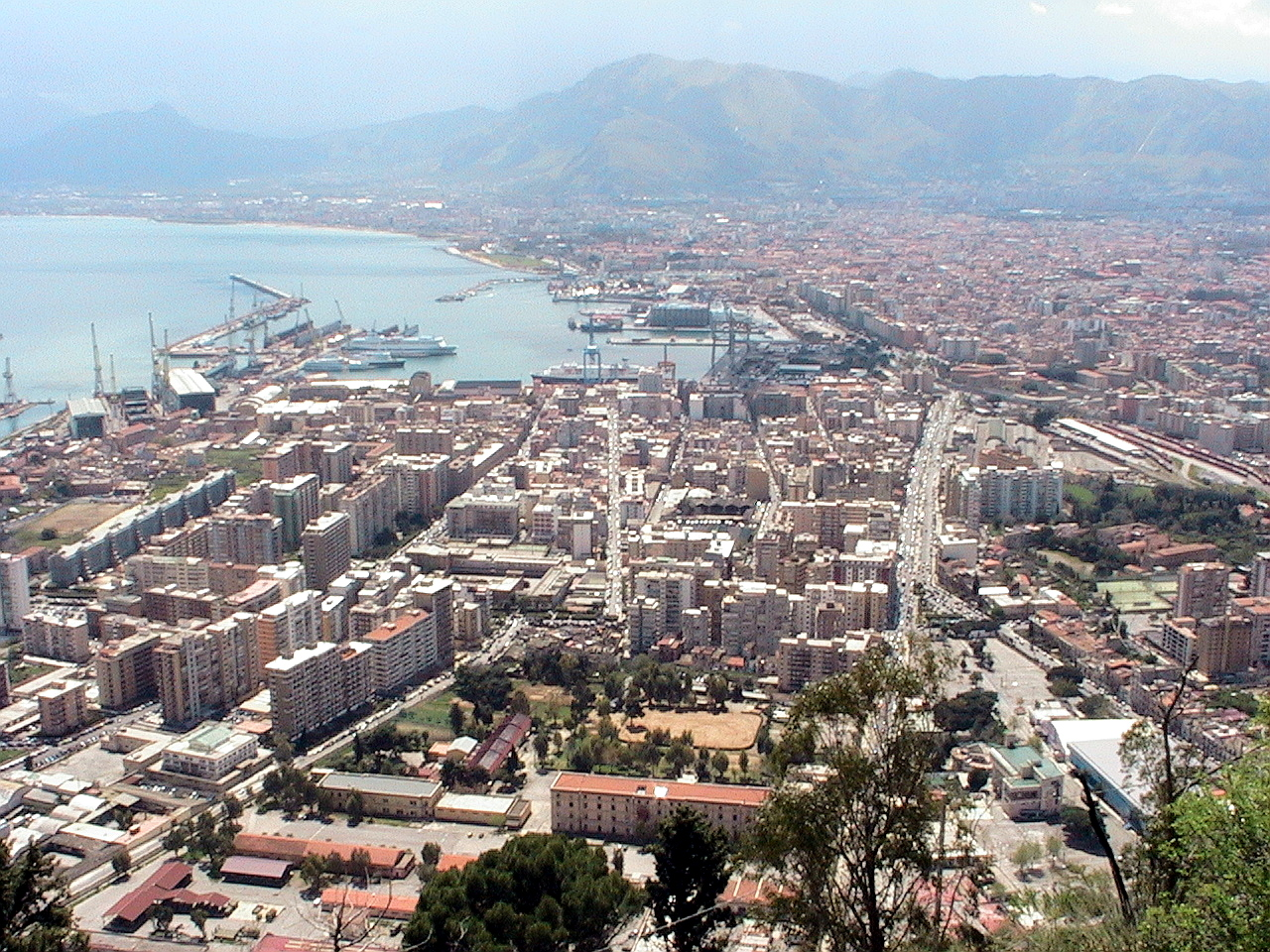
Палермо, 2005

## Адміністративний поділ

Адміністративний устрій регіону Сицилія

Адміністративно регіон Сицилія поділений на 9 провінцій:
| № | Провінція        | Площа, км² | Населення, чол. (2013) | Густота населення, чол./км² | Кількість комун |
| - | ---------------- | ---------- | ---------------------- | --------------------------- | --------------- |
| 1 | Агрідженто       | 3042       | 455 288                | 149,6                       | 43              |
| 4 | Енна             | 2562       | 173 558                | 67,7                        | 20              |
| 2 | Кальтаніссетта   | 2128       | 272 359                | 127,9                       | 22              |
| 3 | Катанія          | 3553       | 1 084 674              | 305,3                       | 58              |
| 5 | Мессіна          | 3247       | 654 520                | 201,5                       | 108             |
| 6 | Палермо          | 4992       | 1 244 012              | 249,2                       | 82              |
| 7 | Рагуза           | 1614       | 313 698                | 194,3                       | 12              |
| 8 | Сиракуза         | 2109       | 402 680                | 190,9                       | 21              |
| 9 | Трапані          | 2460       | 435 877                | 177,1                       | 24              |
|   | Разом по Сицилії | 25.711     | 5.050.001              | 196                         | 390             |

Деякі провінції включають прилеглі маленькі острови: Ліпарські острови (Мессіна), острів Устіка (Палермо), Егадські острови й острів Пантеллерія (Трапані), Пелагські острови (Агрідженто).

## Економіка
Завдяки економічному зростанню останніх років Сицилія піднялася на восьме місце серед областей Італії за ВВП. Це приблизно 86 000 млн євро. Проте ВВП на особу досі залишається доволі низьким і становить близько 17 000 євро, що значною мірою пояснюється хоч і слабшим, але все ще наявним впливом мафії в певних регіонах острова.
|                              | 2000     | 2001     | 2002     | 2003     | 2004     | 2005     | 2006     | 2008      | 2009     |
| ---------------------------- | -------- | -------- | -------- | -------- | -------- | -------- | -------- | --------- | -------- |
| ВВП (млн євро)               | 67 203,8 | 70 530,1 | 72 855,0 | 75 084,5 | 77 327,3 | 80 358,1 | 82 938,6 | 88 327,73 | 86 015,0 |
| ВВП на душу населення (євро) | 13 479,6 | 14 185,7 | 14 662,2 | 15 053,9 | 15 440,1 | 16 023,2 | 16 531,5 | 17 533    | 17 045,2 |

### Сектори економіки
У таблиці подано дані про сектори економіки Сицилії за 2006 рік:
| Економічна активність                                                              | ВВП (млн €) | % сектор (в регіоні) | % сектор (в країні) |
| ---------------------------------------------------------------------------------- | ----------- | -------------------- | ------------------- |
| Сільське господарство, рибальство                                                  | 2 923,3     | 3,52 %               | 1,84 %              |
| Промисловість                                                                      | 7 712,9     | 9,30 %               | 18,30 %             |
| Будівництво                                                                        | 4 582,1     | 5,52 %               | 5,41 %              |
| Торгівля, готельний бізнес, транспорт, телекомунікації та інші галузі сфери послуг | 15 159,7    | 18,28 %              | 20,54 %             |
| Фінансова діяльність та ринок нерухомості                                          | 17 656,1    | 21,29 %              | 24,17 %             |
| Інші галузі економічної активності                                                 | 24 011,5    | 28,95 %              | 18,97 %             |
| ПДВ та інші податки                                                                | 10 893,1    | 13,13 %              | 10,76 %             |
| ВВП Сицилії                                                                        | 82 938.6    |                      |                     |

### Промисловість
У 1950-х — 1970-х роках тут з'явилися потужні осередки промисловості. У 1973 році в промисловості було зайнято 30,6 % економічно активного населення (причому близько 1/3 їх — ремісники), у сільському господарстві — 27,2 %. Традиційні галузі промисловості — видобуток сірки, будівельного каменю, морської солі, харчова (переробка цитрусових, помідорів, оливок, виноробство), деревообробна, швейна, суднобудування (Палермо, Мессіна). Серед нових галузей — видобуток калійних солей, нафти, природного газу; нафтопереробка (Аугуста, Пріоло, Рагуза, Джела, Мілаццо), хімічна (найбільші центри — Пріоло та Джела), цементна, електротехнічна та радіоелектронна промисловість. Виробництво електроенергії переважно на ТЕС, понад 10 млрд кВт·год.
Найбільший нафтопереробний завод потужністю 20 млн т на рік сирої нафти побудований у місті Мілаццо.
Головний транспортний вузол Сицилії — Палермо, порт, вузол повітряних шляхів сполучення, автомобільних доріг та залізниць. Інші порти: Аугуста (36,3 млн т), Джелі, Мілаццо; велика частина вантажообігу — нафта і нафтопродукти. Через Мессінську протоку Сицилія з'єднана з Апеннінським півостровом поромом Мессіна — Реджо-Калабрія.

### Сільське господарство
На Сицилії близько 650 тисяч гектарів відведено під посівне сільське господарство.
Всупереч нестабільному водопостачанню, сільське господарство є одним з найважливіших економічних ресурсів регіону. Дуже важливим є вирощування злакових, серед них пшениці одного з найцінніших видів «твердого зерна», з якої виробляють найкращі сорти пасти. Вирощування злакових мало велике значення вже в часи римлян (острів називали «римською житницею»). У великих кількостях вирощують оливки, з яких виробляють якісну оливкову олію.
Один з типових фруктів — хурма. Вирощуванням хурми займаються в комуні Мізільмері, де в листопаді проходить свято на честь цього фрукта. Економічно важливим для острова є вирощування фруктів, що свого часу вважалися екзотичними — ківі, манго. Крім того, клімат Сицилії дозволяє вирощувати банани, фісташки та мигдаль.
Розвинений сектор культивації рідкісних квітів, таких як, наприклад, орхідеї, яким дуже підходить клімат острова. Сицилійські квіти експортують в інші європейські країни.
На Сицилії розвинене виноробство та бджільництво.

### Рибальство
Риболовля є однією з найважливіших галузей економіки Сицилії. На острові чимало великих рибальських портів. Основу риболовної промисловості становить вилов сардин, анчоусів, тунця, скумбрії, тобто типової блакитної риби Середземного моря, яка постачає консервну промисловість необхідним матеріалом для виробництва рибних консервів, а також копченої риби.
Також практикується рибництво — розведення зубатки, золотих рибок, а також устриць та інших молюсків.

### Енергетика
Лінія електропередач, яка проходить через Мессінську протоку, забезпечує частковий експорт електроенергії на Сицилію, та дозволяє регіону отримувати більшу частину енергії, що постачається з північної Європи, якої потребують 5 мільйонів жителів острова. Більша частина цієї енергії споживається містами, а також використовується для електрифікованих залізничних шляхів.

### Транспорт
На Сицилії добре розвинене авіаційне, поромне, автомобільне, автобусне сполучення, існує залізничний транспорт.
На Сицилії розташовано три міжнародні аеропорти: Аеропорт Палермо-Пунта Раїзі (Палермо), Аеропорт Катанія-Фонтанаросса (Катанія) та аеропорт Вінченцо Флоріо (Трапані), який діє з 2009 року. З Палермо є авіарейси до островів Лампедуза та Пантеллерія. Аеропорт Комізо (Комізо) відкрився для цивільних рейсів з травня 2013 року.

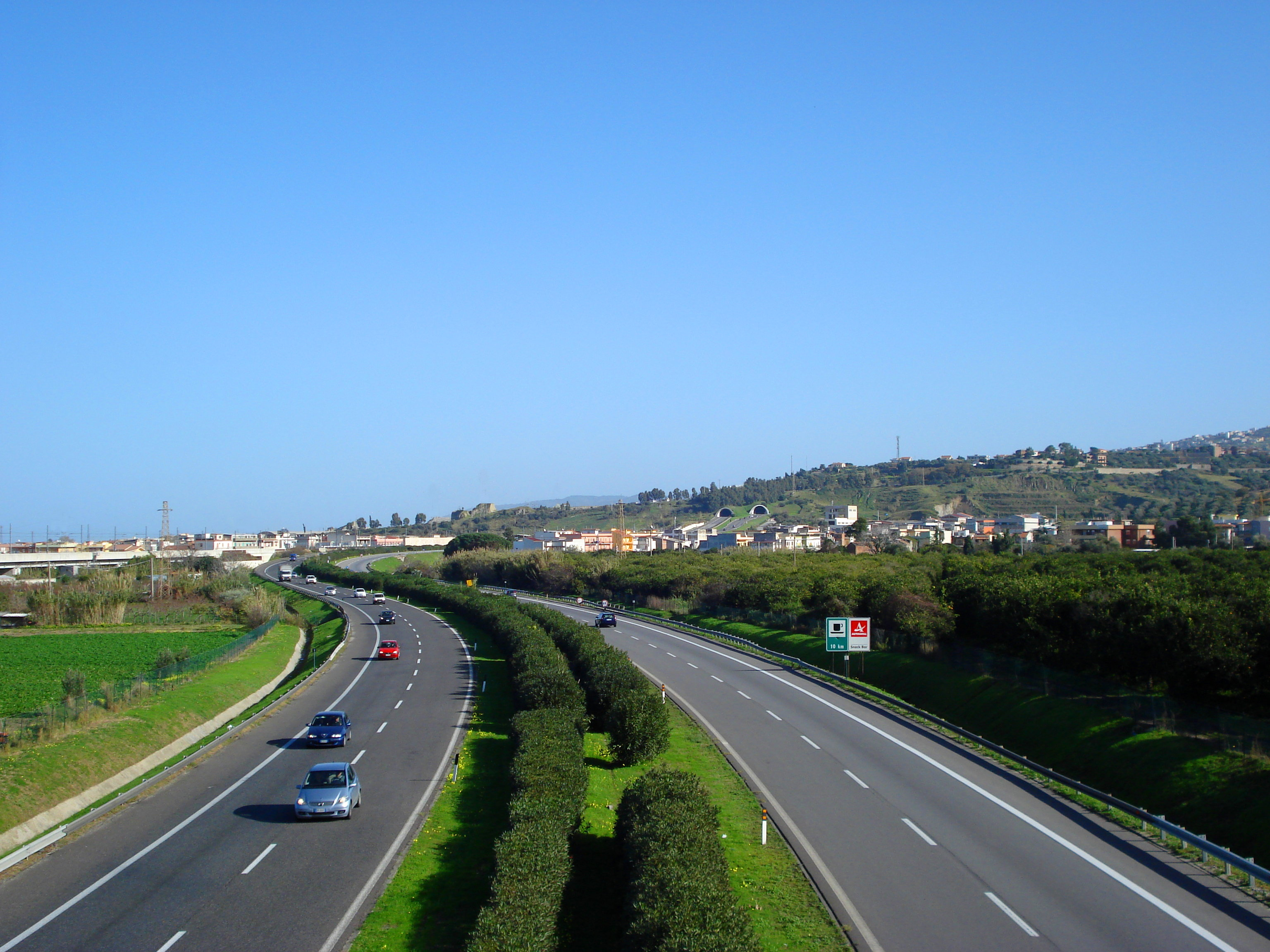
Шосе А20 Мессіна — Палермо біля Торреґротти
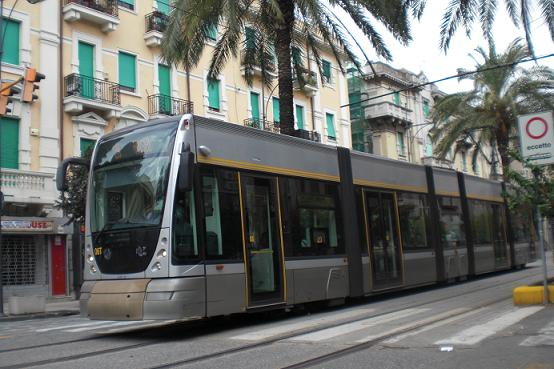
Мессінський трамвай
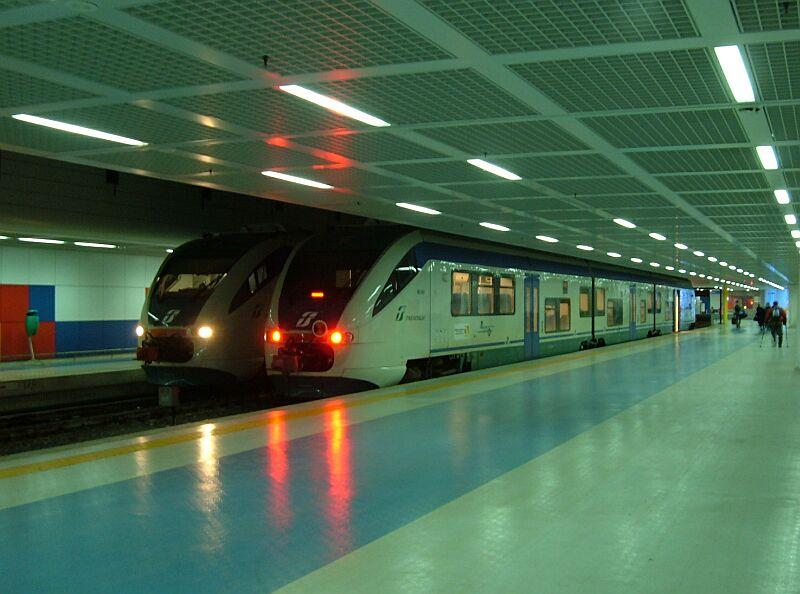
Станція Пунта Раїзі Палермського метрополітену біля Міжнародного аеропорту Палермо
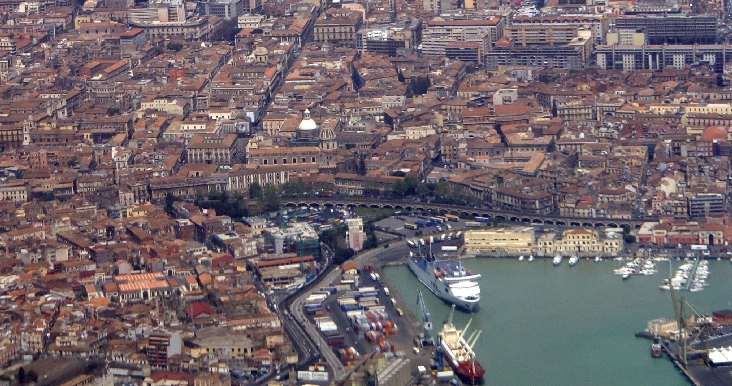
Порт міста Катанія

### Туризм

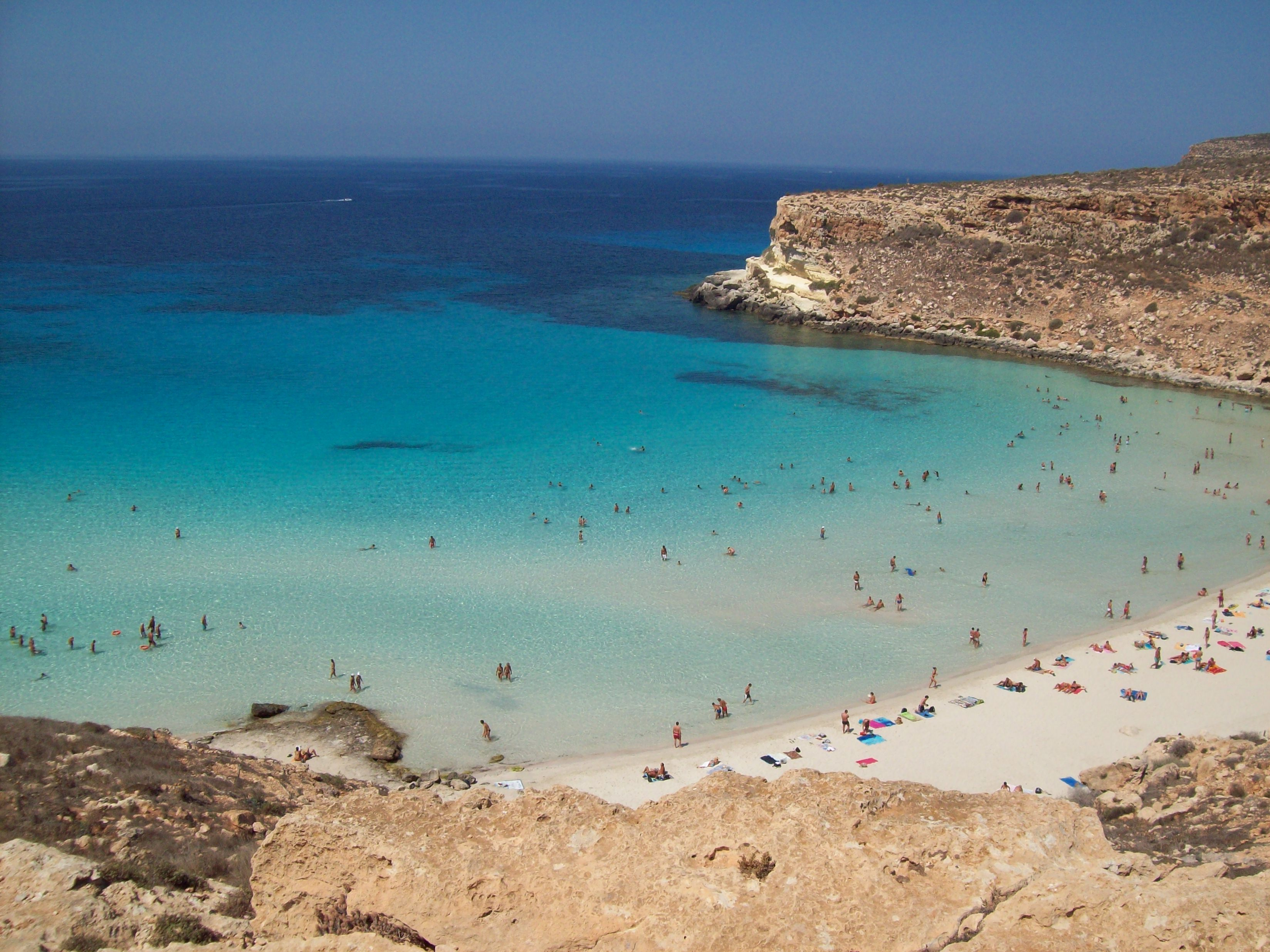
Лампедуза

На острові динамічно розвивається індустрія туризму, чому сприяють привабливий теплий клімат, морські пляжі та велика кількість історичних пам'яток.
У 2007 Сицилію відвідало 2 847 575 італійських та 1 766 763 іноземних туристів.
Найбільш туристичною на острові є провінція Мессіна, яку щороку відвідують до 5 млн туристів..

## Демографія

### Етномовні меншини
На Сицилії проживають дві історичні етномовні меншини: сицилійські ломбарди та арбереші.
- Сицилійські ломбарди є мовною меншиною, що проживає в північно-центральній частині Сицилії й розмовляє ізольованим варіантом галло-італійських діалектів, так званою галло-італійською говіркою Сицилії. Сицилійські ломбарди примігрували близько 900 років тому з Північної Італії й заселили центральну та східну частини острова під час норманського завоювання Сицилії (1061-1091). Найбільші громади сицилійських ломбардів мешкають в Айдоне, П'яцца-Армерина, Нікозія, Сан Фрателло, Новара-ді-Сицилія.

- Арбереші оселилися в Південній Італії в XV-XVIII століттях. Міграція відбувалася кількома хвилями. Арбереші є нащадками албанців-католиків, які покинули Албанію після її захоплення Османською імперією. Зараз на Сицилії є три великі громади арберешів, що знаходяться в Контесса-Ентелліна, П'яна-дельї-Альбанезі та Санта-Кристіна-Джела. Найбільшим осередком культурного життя арберешів є П'яна-дельї-Альбанезі, де розташовані церковні та соціально-культурні заклади цієї меншини.

### Іноземці на Сицилії
На 31 грудня 2013 року на острові проживало 162 408 іноземців, що становить приблизно 3 % усього населення острова. Найбільшими етнічними групами були вихідці з таких країн::
- Румунія 48 014
- Туніс 17 876
- Марокко 14 398
- Шрі-Ланка 13 554
- Албанія 7 440
- КНР 6 928
- Бангладеш 5 995
- Польща 5 352
- Філіппіни 5 142
- Маврикій 3 300
- Гана 3 060

## Визначні місця

### Світова спадщина ЮНЕСКО

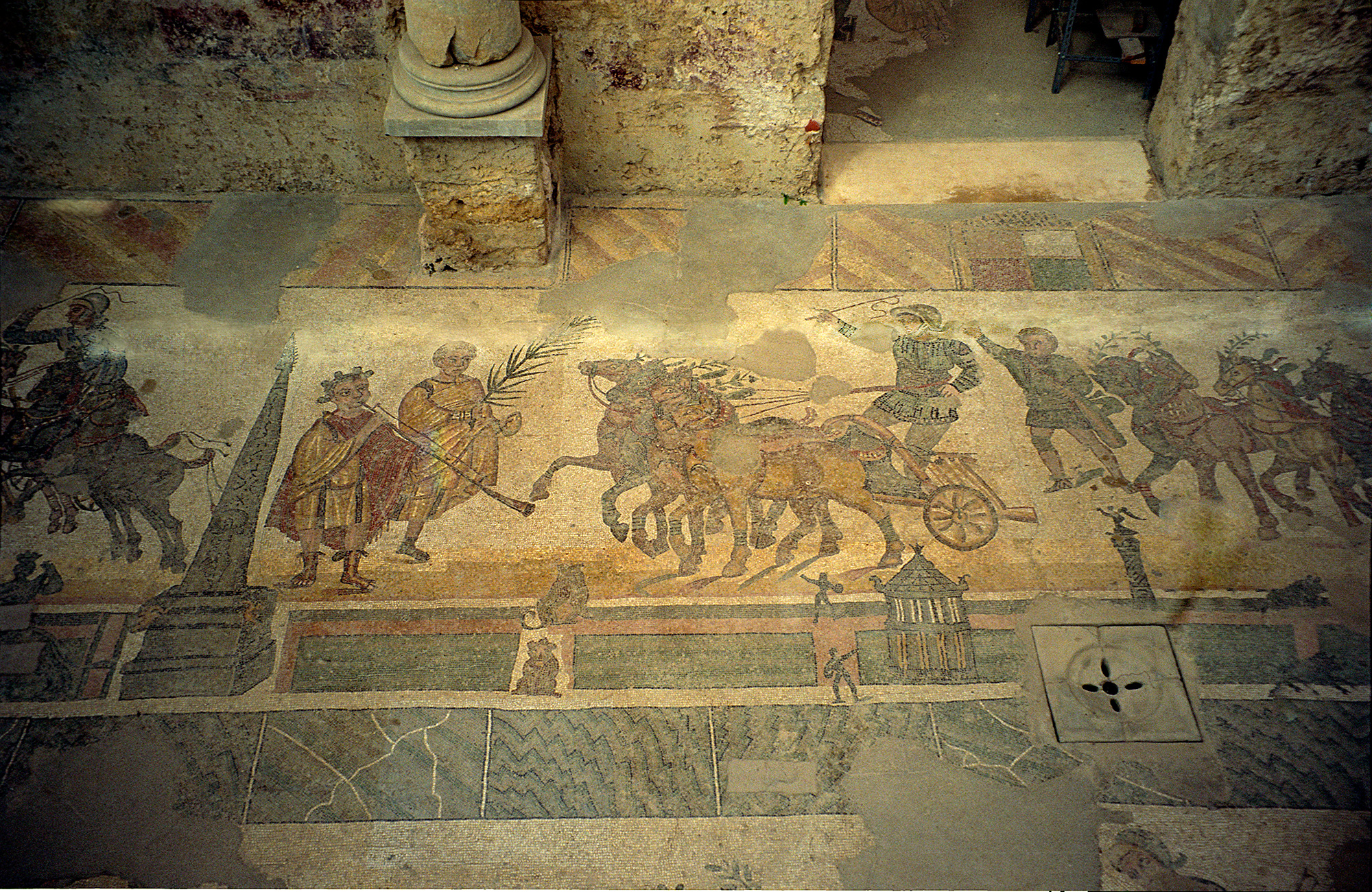
Одна з мозаїк Вілла Романа дель Казале

На Сицилії є шість пам'яток, занесених до списку світової спадщини ЮНЕСКО:
- Долина храмів у Акраганті (з 1997) — визначна архітектурна й історична пам'ятка часів Великої Греції. Розташована в Акраганті.[12]
- Вілла Романа дель Казале (з 1997) — давньоримська вілла, побудована у першій чверті IV століття і розташована приблизно за 5 км від міста П'яцца-Армерина. Тут збереглася найбільша й найбагатша у світі колекція давньоримських мозаїк.[13]
- Ліпарські острови (з 2000) — архіпелаг вулканічного походження в Тирренському морі. Ліпарські острови є популярним курортом, щорічно їх відвідують до 200 000 туристів.[14]
- Міста пізнього бароко в районі Валь-ді-Ното (з 2002) — за визначенням ЮНЕСКО, ці міста становлять «кульмінацію та завершальний розквіт барокового мистецтва в Європі».[15] До списку ЮНЕСКО занесено такі міста: Кальтаджіроне, Мілітелло-ін-Валь-ді-Катанія, Катанія, Модіка, Ното, Палаццоло-Акреїде, Рагуза та Шиклі.

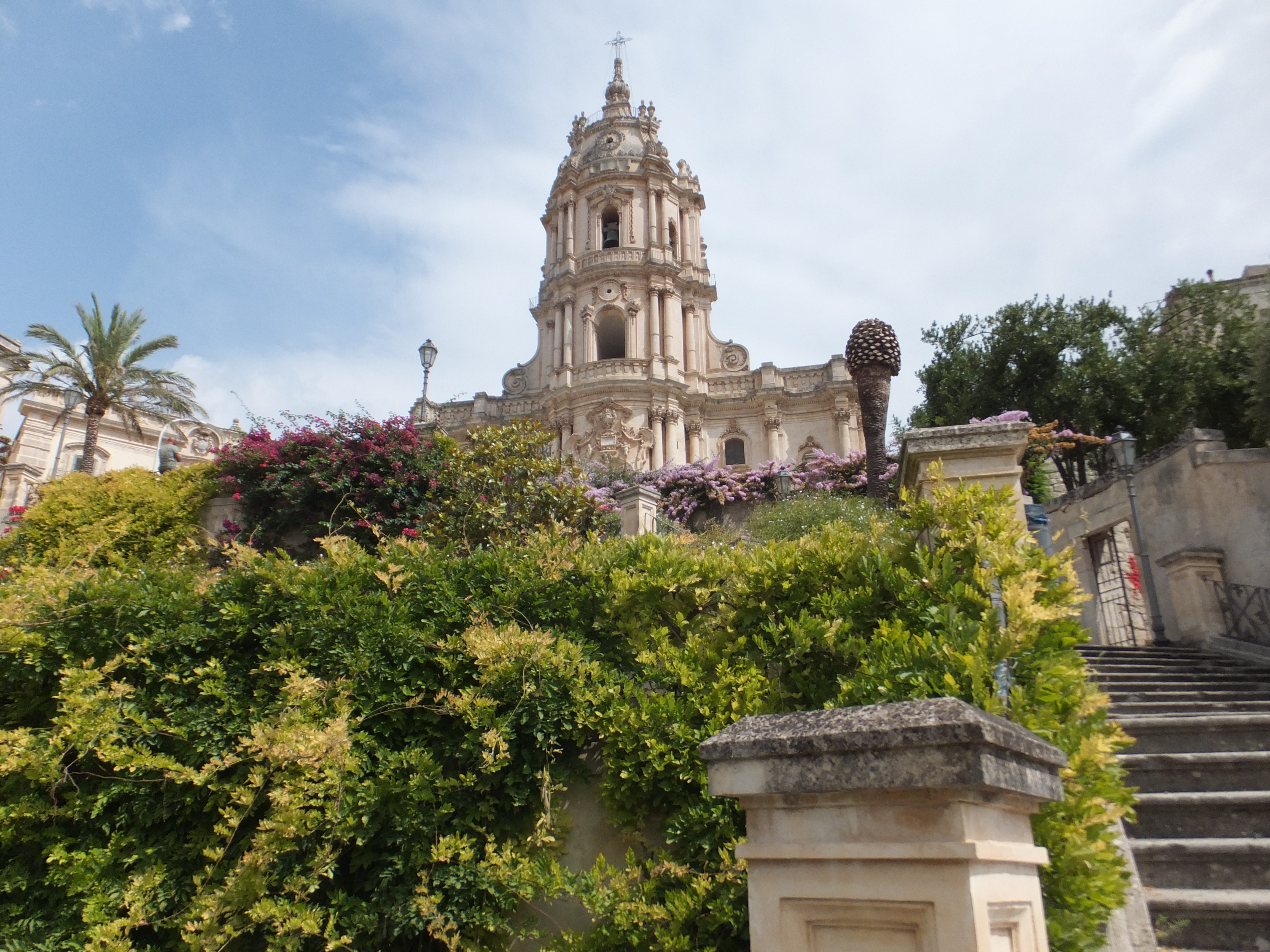
Собор Святого Георгія в Модіці

- Некрополь Панталіка разом з містом Сиракуза (з 2005). Некрополь Панталіка — великий некрополь з понад 5000 поховань 13-7 століть до н. е. Місто Сиракуза відоме насамперед численними пам'ятками давньогрецького періоду.
- Етна (з 2013) — пам'ятка природи, один з найактивніших вулканів у світі.[16]

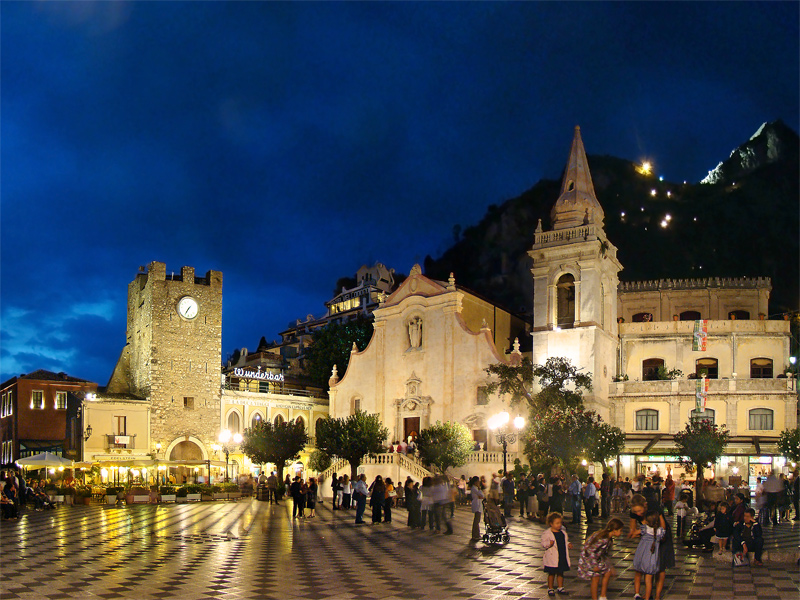
Таорміна, центральна площа міста

#### Кандидати до списку
- Арабо-норманське Палермо та собори в Чефалу й Монреале;[17]
- Таорміна;[18]
- Мотія та Марсала — пам'ятки фінікійсько-пунічної цивілізації в Італії;[19]
- Скала деї Туркі.[20]

### Археологічні пам'ятки
На Сицилії збереглися сліди дуже багатьох культур й величезна кількість археологічних пам'яток. Нижче подані найвідоміші та найкраще збережені з них:
- Сікули/Сікани/Еліми: Сегеста, Ерикс, Іспіка, Тапсос, Панталіка.
- Давні греки: Сиракузи, Агрідженто, Селінунт, Гела, Камарина, Гімера, Мегара Гіблеа, Наксос Сицилійський, Гераклея Мінойська,
- Фінікійці: Мотія, Солунтум, Марсала.
- Римляни: Піацца-Армерина, Чентуріпе, Таорміна.
- Араби: Палермо, Мацара-дель-Валло.

## Культура

### Архітектура

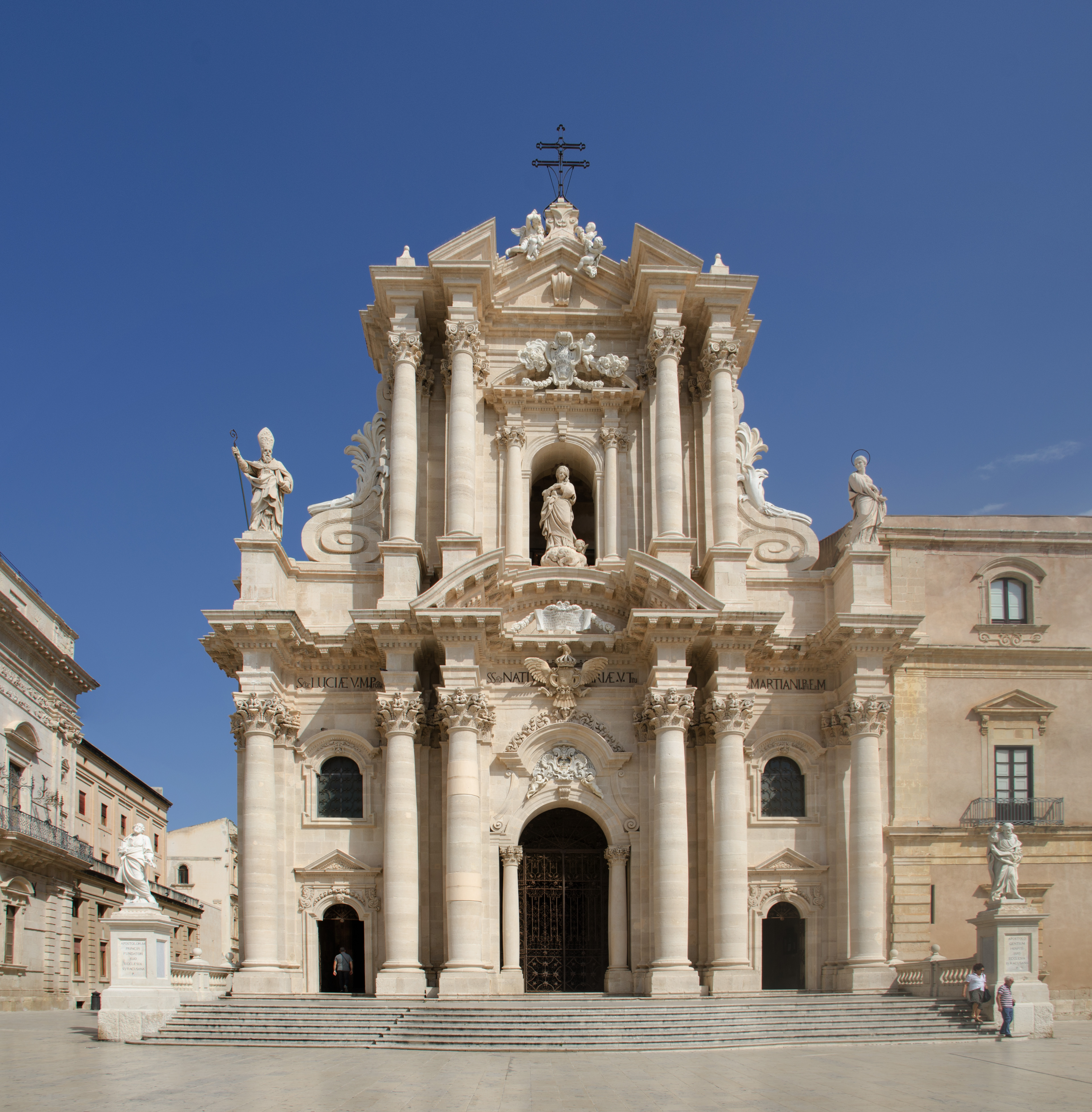
Сиракузький собор. Архітектор Андреа Пальма (1728)

Найвизначніші архітектурні пам'ятки Сицилії споруджені в античні часи, в період норманського завоювання, панування Гогенштауфенів та в епоху бароко.
Оскільки в античні часи Сицилія входила до так званої Великої Греції, тут можна досі побачити чимало давньогрецьких храмів. Наймасштабнішими пам'ятками античності є храми в Селінунті, Сиракузах та Сегесті, а також комплекс споруд в Агрідженто. Храм Конкордіа в Агрідженто вважається найкраще збереженим давньогрецьким храмом взагалі. З грецьких та римських часів збереглися великі театри в Сиракузах, Таорміні та Тіндарі, а також амфітеатри в Сиракузах та Катанії. Перлиною античної архітектури вважається багата вишуканими мозаїками Вілла Романа дель Казале, що розташована біля П'яцци-Армерини.
Споруди, збудовані за часів арабського панування, були переважно перебудовані норманами, таким чином виник типово сицилійський арабо-візантійсько-норманський архітектурний стиль. Типовими для цього стилю є купольні церкви Сан-Джованні-деі-Лебброзі, Сан-Джованні-дельї-Ереміті та Сан-Катальдо в Палермо, а також оздоблені мозаїками собори в Монреале та Чефалу. З часів панування Фрідріха II збереглися численні фортифікаційні споруди, такі як Кастелло Урсіно в Катанії або замки в Сиракузах та Енні.
Внаслідок потужного землетрусу 1693 року південно-східна частина острова зазнала великих руйнувань й цілі міста, такі як Ното, Модіка, Рагуса та Катанія, були відбудовані в стилі сицилійського бароко. Вісім з цих міст, об'єднаних назвою «Міста пізнього бароко в долині Ното» було занесено до списку об'єктів світової спадщини ЮНЕСКО. Великий внесок у відбудову цих міст в стилі бароко зробили архітектори Розаріо Гальярді та Джованні Баттіста Ваккаріні.

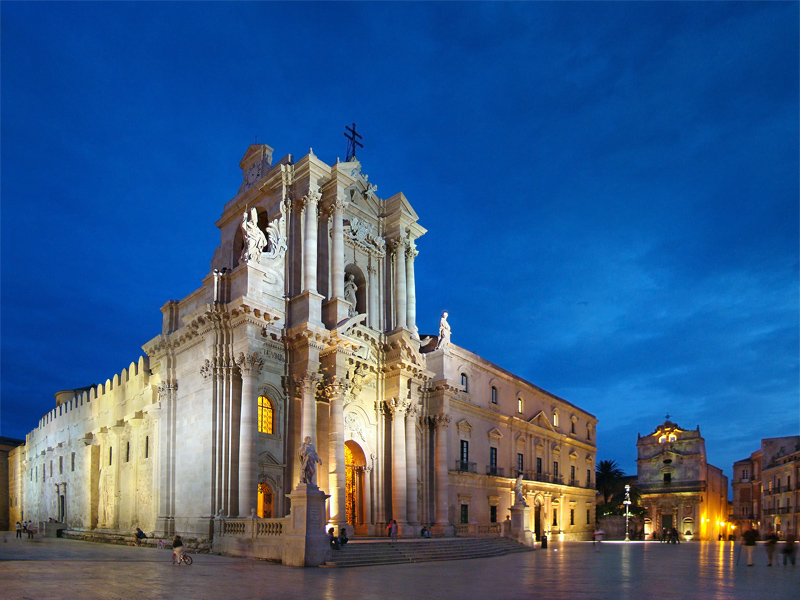
Сиракузький кафедральний собор
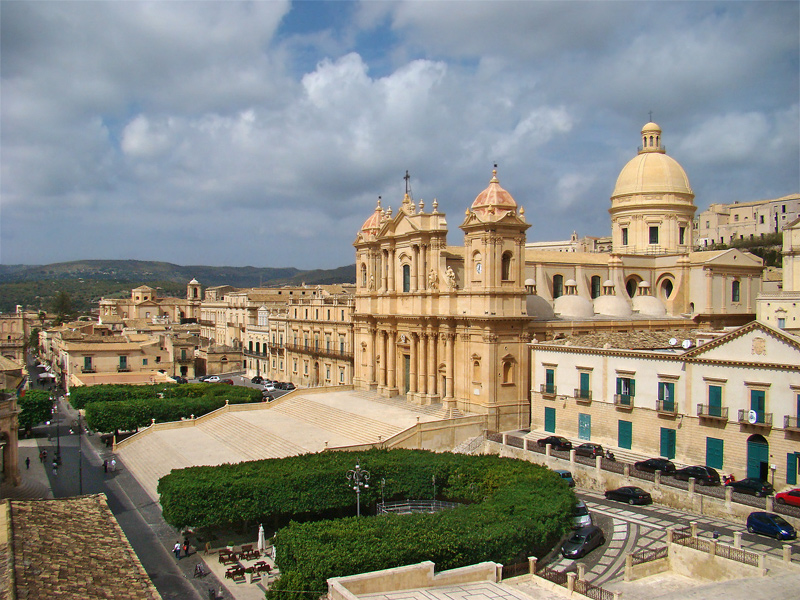
Кафедральний собор сан Ніколо, Ното
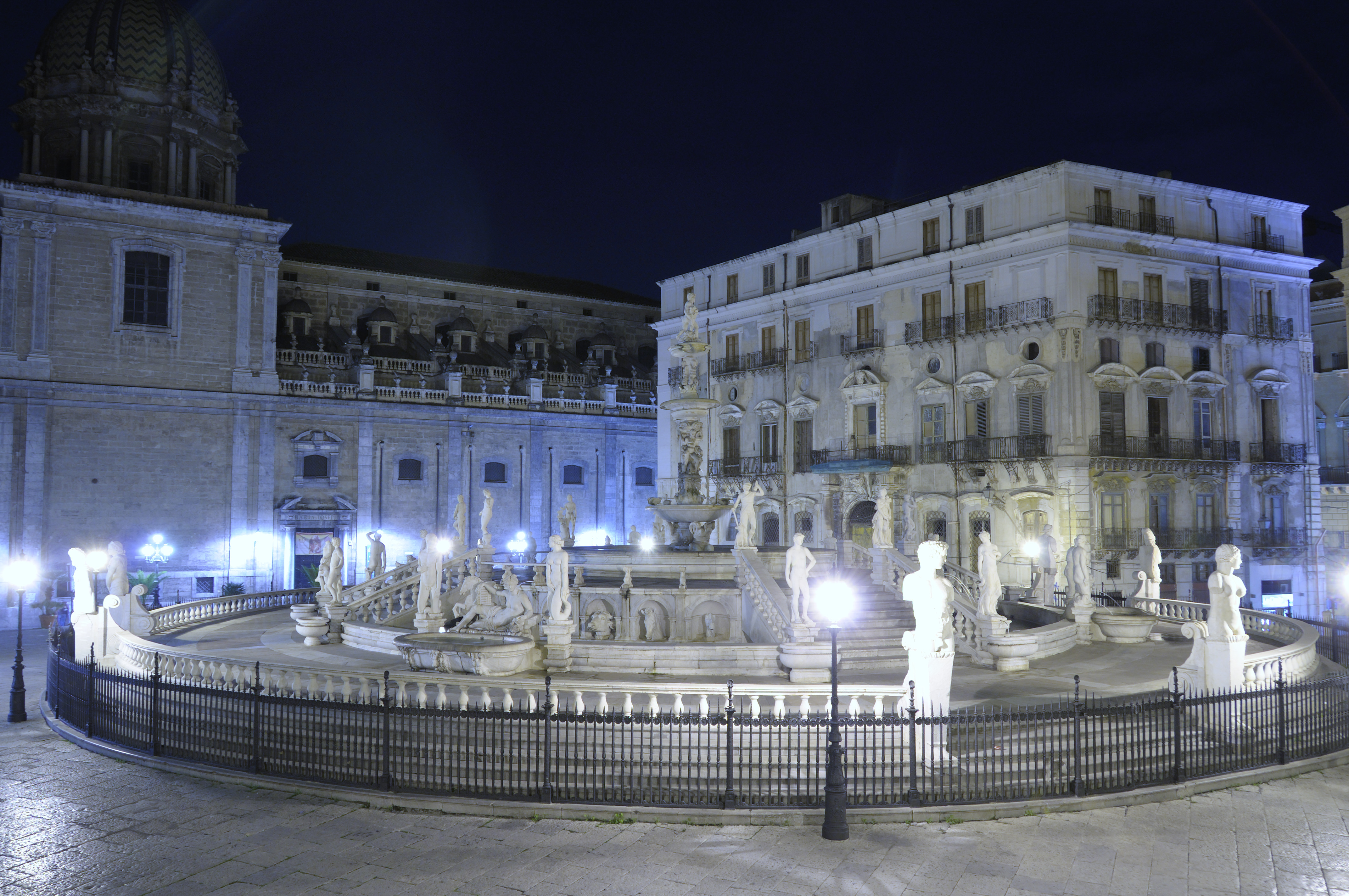
Водограй Вергонья, Палермо
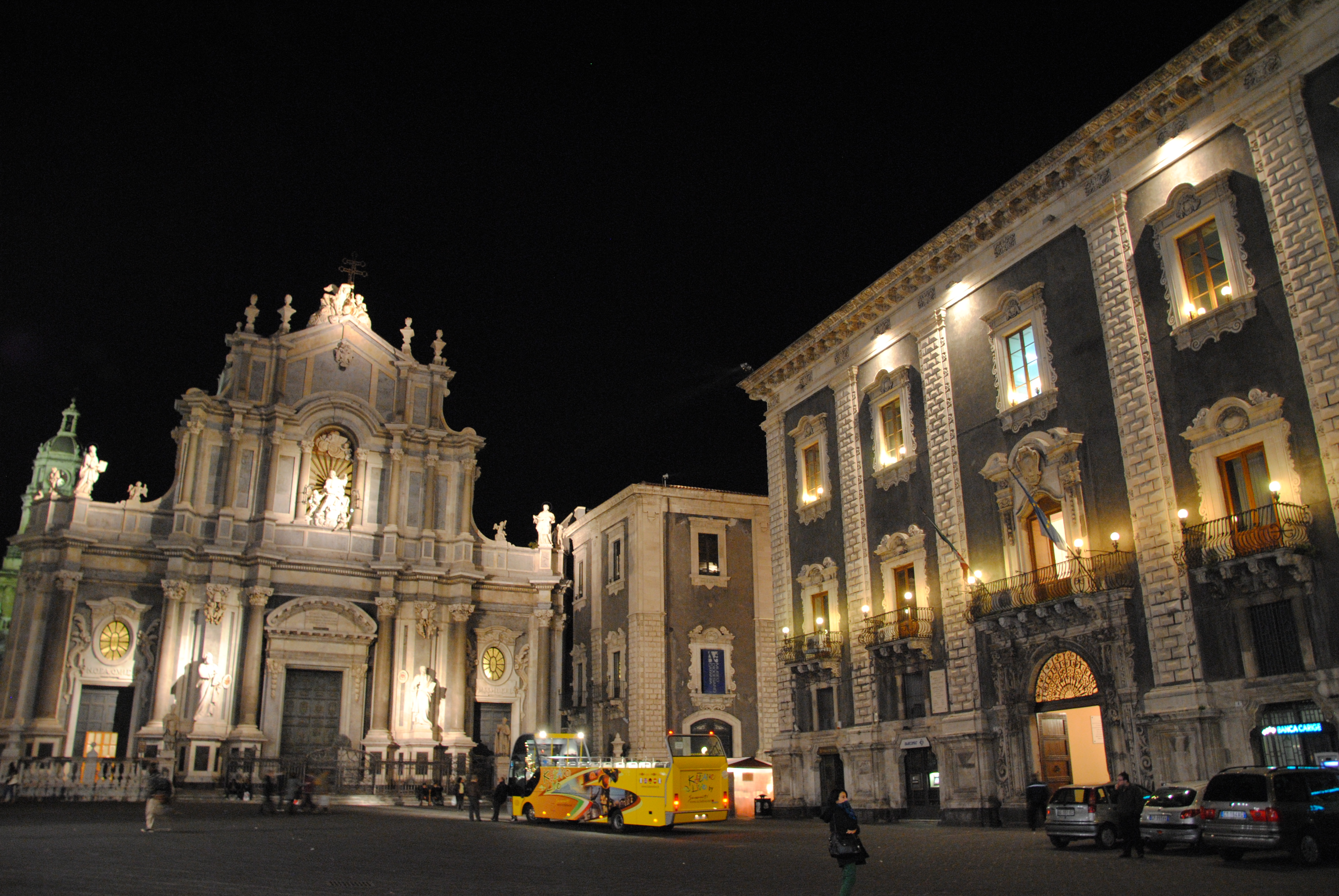
П'яцца Дуомо, Катанія
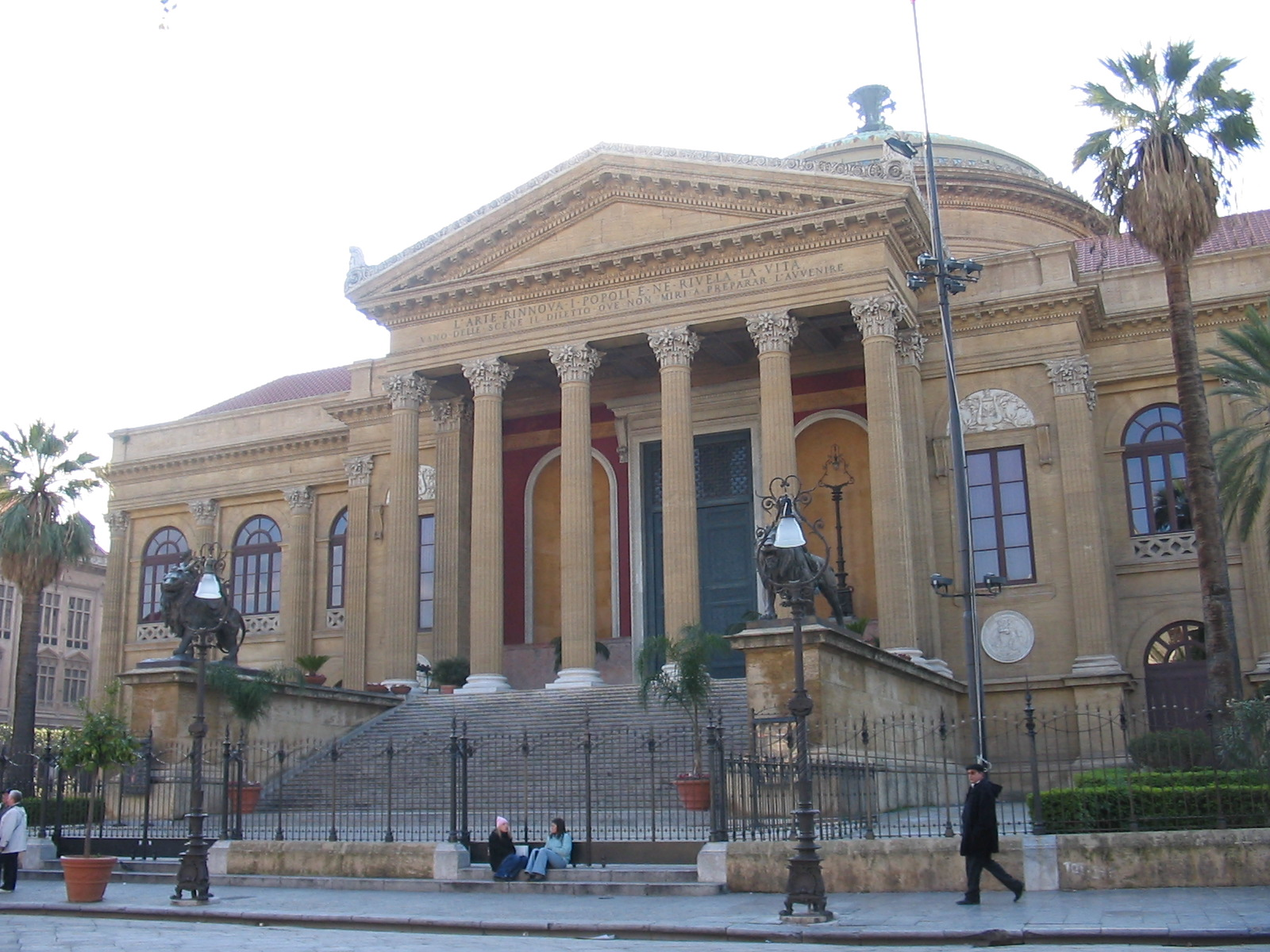
Національний театр, Палермо
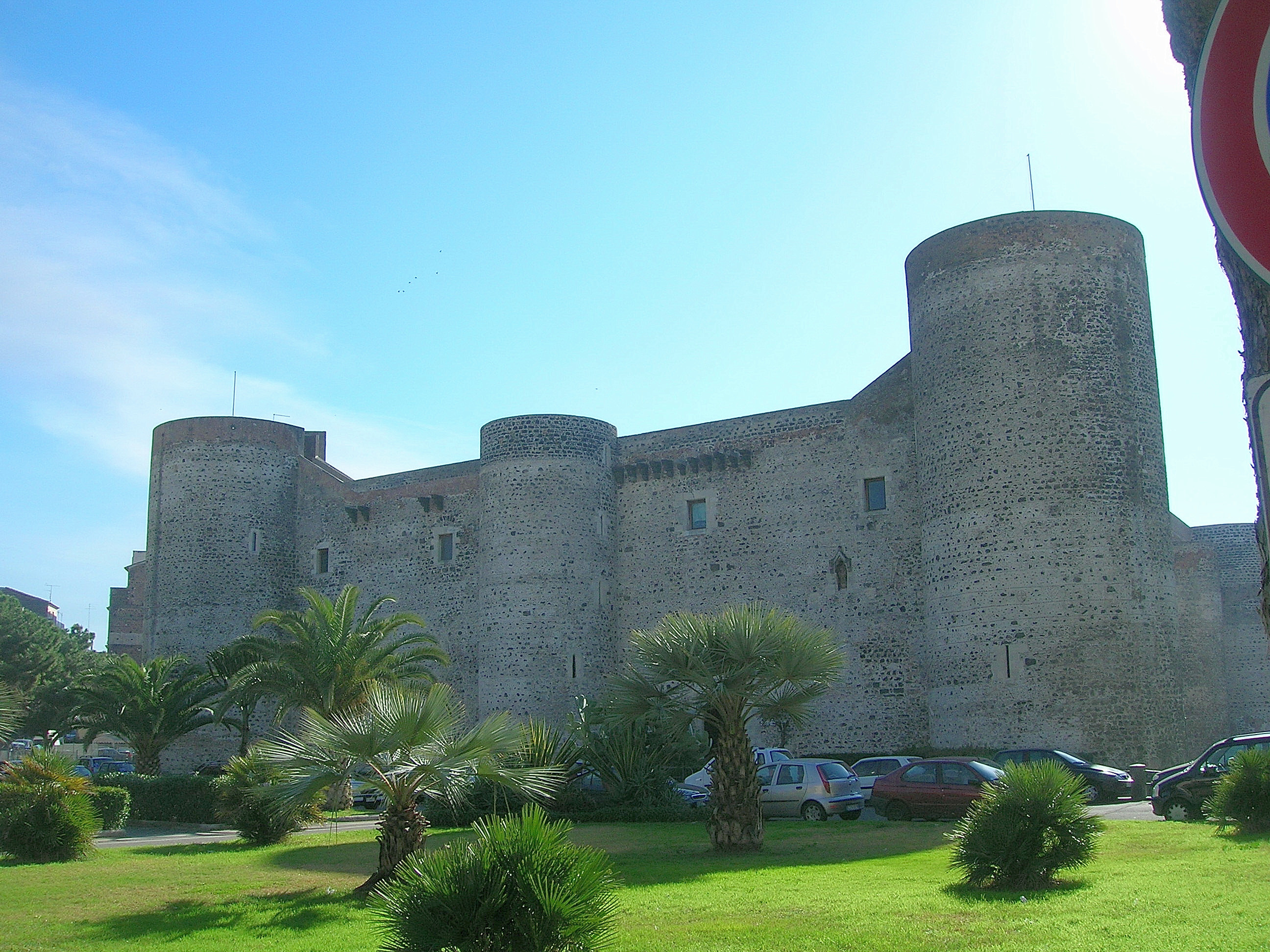
Замок Урсіно, Катанія
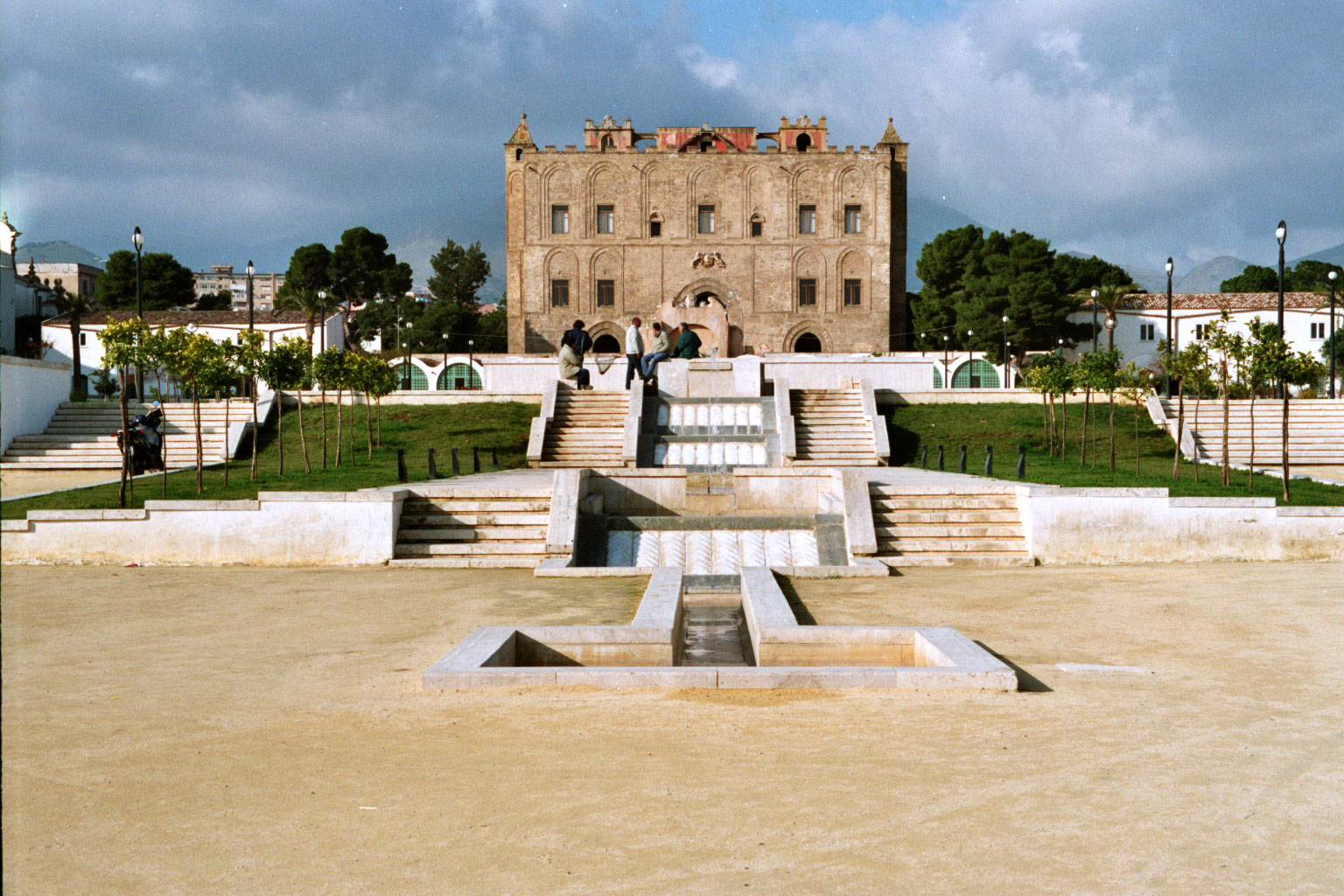
Замок Зіса, Палермо
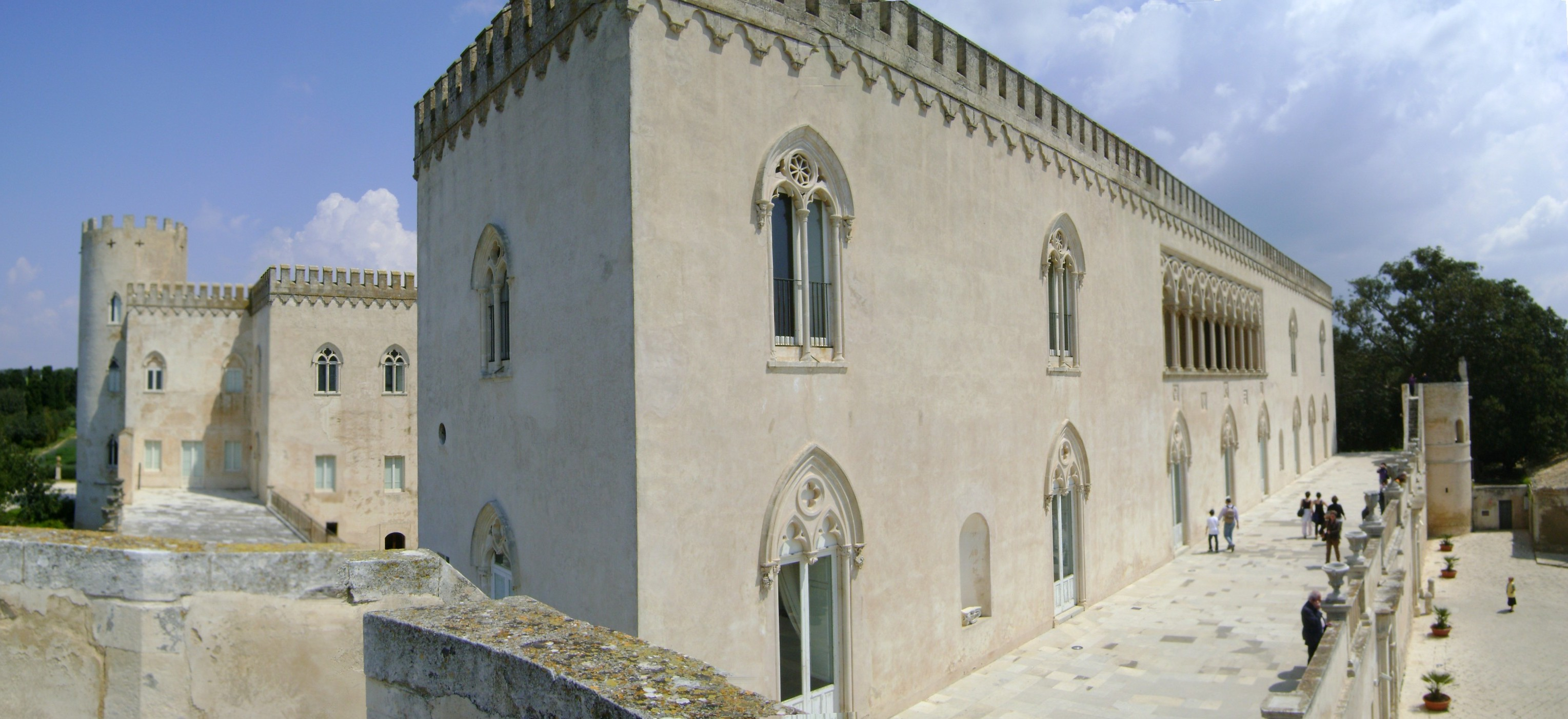
Замок Доннафугата, Рагуза
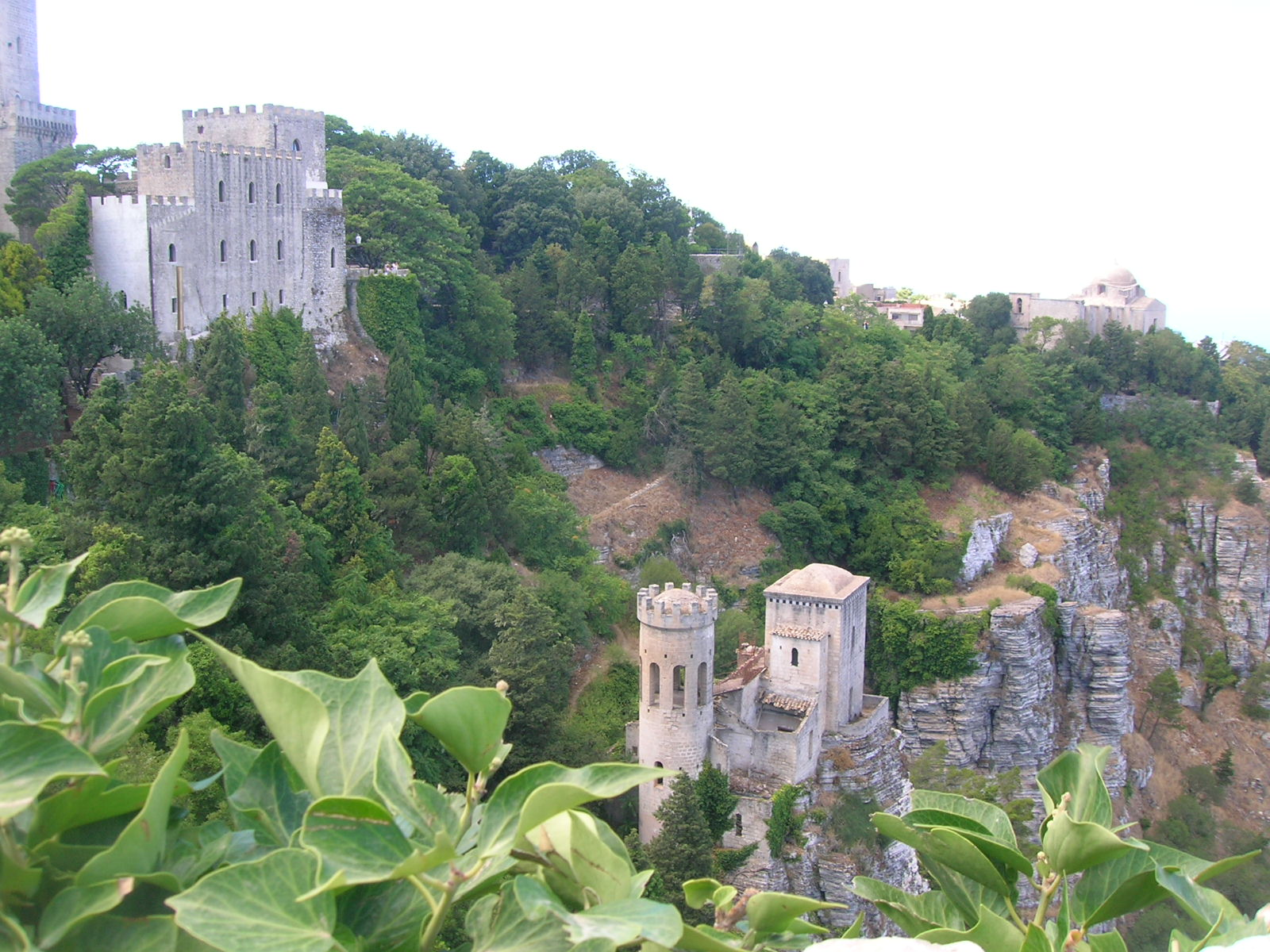
Замок Ериче, Ериче

### Образотворче мистецтво

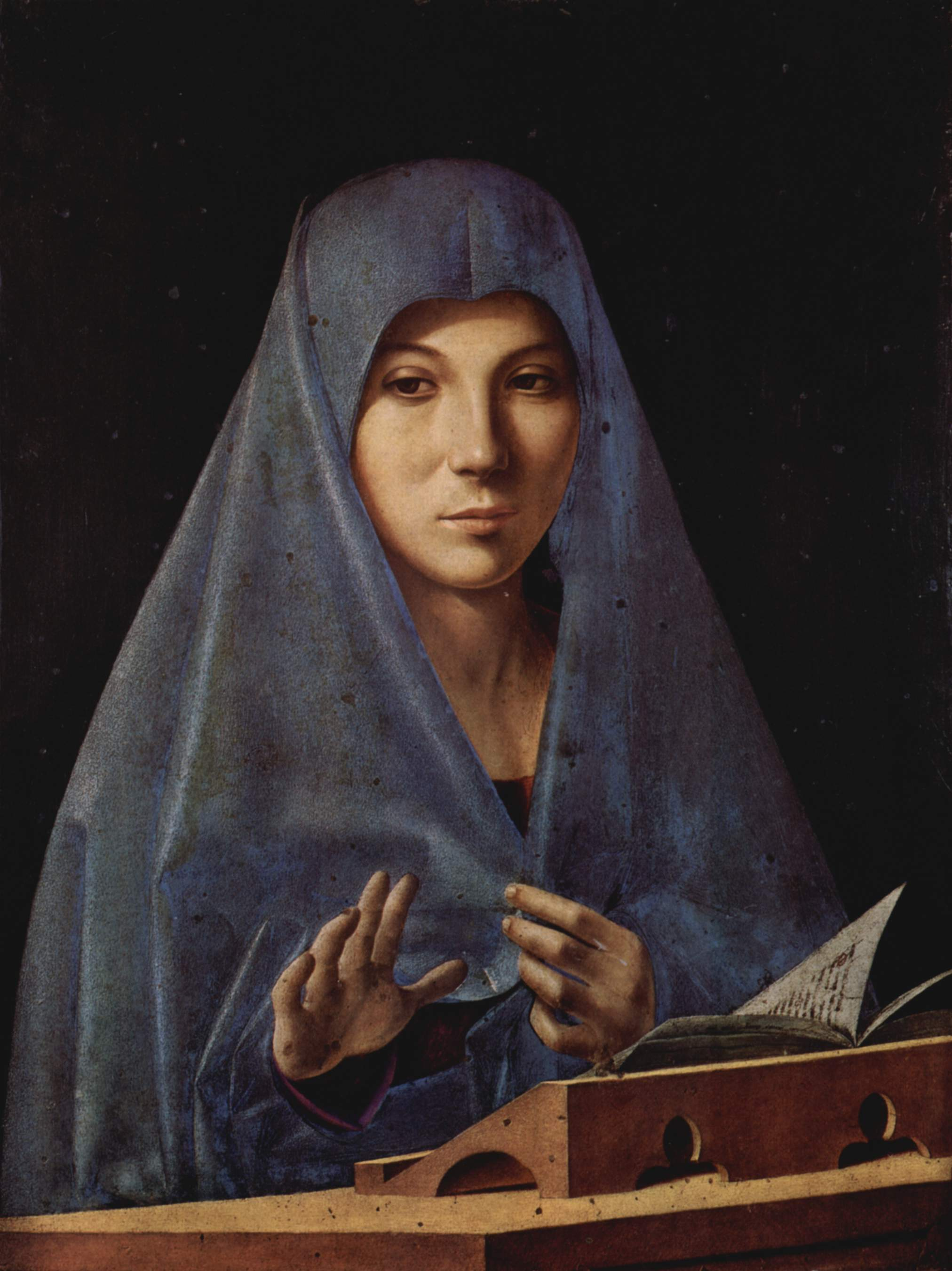
Мадонна Аннунціата. Антонелло да Мессіна (1475)

Одним з найвидатніших сицилійських скульпторів був Антонелло Гаджині. Він створив чимало скульптур в стилі епохи Відродження зокрема для собору в Палермо та Мессінського собору, де також можна побачити скульптурні роботи Рінальдо Бонанно.
Представник раннього Відродження Антонелло да Мессіна, що творив у 15 ст., відомий своїми полотнами далеко за межами Сицилії. Картини да Мессіни значною мірою сприяли поширенню олійного живопису в усій Італії. Наступниками да Мессіни були такі ренесансні митці, як Антонелло да Саліба, П'єтро да Саліба та Антоніо Джуффре, полотна яких сьогодні можна побачити в художньому музеї Мессіни. Там також представлені найкращі роботи Коліна де Котера та Джироламо Алібранді, якого називають мессінським Рафаелем.
П'єтро Новелліні був визначним сицилійським майстром 17 ст. Головними темами його картин були біблійні сюжети. Найвидатнішими представниками сицилійського барокового живопису вважаються Нікола ван Губракен та Джованні Туккарі.
Найвидатнішими художниками Сицилії у 20 ст. були П'єтро Консагра та Ренато Гуттузо.

### Мова
На Сицилії поширені італійська та сицилійська мови.

### Музика і театри

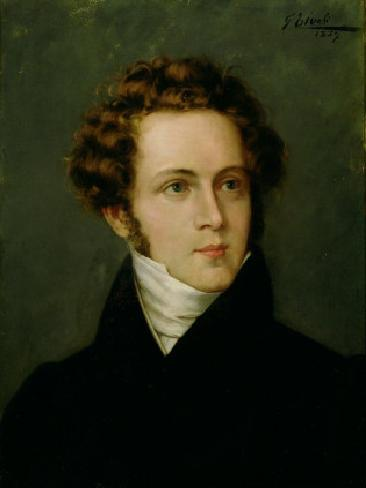
Вінченцо Белліні

Народна музика досі відіграє на Сицилії примітну роль. На сьогодні відомо понад 5 000 народних сицилійських пісень. Народні пісні виконуються на Сицилії в супроводі простих музичних інструментів, таких як марранцану (marranzanu — сицилійська дримба), тамбуредду (tambureddu — бубон), фріскалетту (friscalettu — різновид бамбукової флейти) та чіарамедда (ciaramedda — різновид волинки). Інші популярні інструменти на Сицилії — це гітара (chitarra), мандоліна (mandolino) та акордеон (organetto). Найвідоміший народний танець Сицилії — тарантелла.
На Сицилії зберігся особливий вид пісні — канцона, при виконанні якої музика чергується зі співом. Сицилійський народний спів та народні інструменти зазнали значного впливу східної музики.
В історії класичної музики Сицилія представлена насамперед двома іменами: уродженцем Палермо Алессандро Скарлатті та вихідцем з Катанії Вінченцо Белліні. Скарлатті є зачинателем жанру симфонії. Він створив для багатьох опер своєрідні вступи, які назвав «симфоніями» (Sinfonia). Невдовзі інші композитори також почали писати такі вступи для інших опер, згодом ці вступи усамостійнилися й сформувалися в класичну симфонію. Белліні уславився як автор численних опер, найвідомішими з яких є «Сомнамбула», «Норма» та «Пуритани». На честь Белліні було названо оперний театр, що знаходиться в Катанії — Театр массімо Белліні. У Палермо знаходиться найбільший оперний театр Італії — Театр Массімо. В Мессіні знаходиться Театр Віктора Емануїла II. Як театральні та концертні майданчики часто використовуються збережені античні театри й амфітеатри Сицилії.

### Музеї
Найбільшими археологічними музеями на Сицилії є Регіональний археологічний музей Антоніо Салінаса в Палермо, в якому представлені пам'ятки західної частини Сицилії, та Регіональний археологічний музей Паоло Орсі в Сиракузах, де експонуються археологічні артефакти зі східної частини острова.
Найбільшим художнім музеєм є Регіональна галерея Сицилії, що знаходиться в Палермо. Багато цінних творів образотворчого мистецтва виставлено в Регіональному музеї Палаццо Белломо в Сиракузах та в Регіональному музеї Мессіни. Найбільша етнографічна колекція на Сицилії представлена в Сицилійському етнографічному музеї Джузеппе П'єтре в Палермо.
Деякі інші музеї:
- Археологічний музей (Катанія);
- Регіональний археологічний музей (Агрідженто);
- Музей ісламського мистецтва (Палермо);
- Інтернаціональний музей маріонеток Антоніо Паскуаліно (Палермо);
- Геологічний музей Гемелларо (Палермо);
- Галерея сучасного мистецтва (Палермо);
- Археологічний парк в Солунті;
- Регіональний музей Аугустіно Пепполі (художній музей, Трапані);
- Музей Ліпарських островів (Ліпарі).

### Кухня
Сицилійська кухня належить до найдавніших та найбагатших за різноманіттям страв регіональних кухонь Італії. Типовими закусками або перекусками на Сицилії є аранчині, невеличкі рисові кульки з начинкою, та сфінчіоне, або сицилійська піца. Типовою макаронною стравою в Палермо є «паста кон ле сарде» (Pasta con le sarde — спагеті з сардинами), а в Катанії — «паста алла норма» (Pasta alla Norma — спагеті з баклажанами, названі за однойменною оперою Белліні). Типовою стравою сільських районів є «фарсу магру» — своєрідний м'ясний рулет з вареним яйцем. В прибережних районах часто подають до столу фаршировану рибу. Такою рибною стравою є, наприклад, «сарде а беккафіко» (італ. Sarde a beccafico). До смаженої риби або м'яса традиційно подають салат з апельсинів (італ. Insalata di arance). Найвідомішими сортами сицилійських сирів є рагузано (італ. Ragusano, його також називають «качіокавалло» італ. Caciocavallo) та пекоріно.
Солодкі страви мають на Сицилії особливу популярність. Рецепти цих страв часто походять ще з арабських часів. Особливо відомим десертом є касата (італ. Cassata), торт з легкого бісквітного тіста з фруктами. Популярними є фрутта-марторана — фрукти з марципана, каннолі — трубочки з тіста з начинкою з рикоти та «паста ді мандорле» — сицилійське печиво з мигдалем.
Страви з Сицилії ще в середньовіччі вплинули на розвиток англійської кухні через норманів. Так в середньовічних англо-норманських рукописах про кухонну майстерність є рецепти таких страв, як «пум д'оранж» (Poume d'oranges) або «голова турка» (Teste de Turke), що мають виразне арабське походження й потрапили до Англії завдяки культурному трансферу.

### Сицилійські вина
- Таска д'Альмерита (Tasca d'Almerita)
- Доннафугата (Donnafugata)
- Феудо Монтоні (Feudo Montoni)
- Аббаціа Санта Анастасіа (Abbazia Santa Anastasia)
- Планета (Planeta)
- Пеллегріно (Pellegrino)
- Марко де Бартолі (Marco De Bartoli)

## Персоналії

### Сицилійці в історії
- Архімед — вчений, філософ
- Емпедокл — філософ
- Евн — ватажок повстання рабів
- Святий Йосиф Піснеписець — християнський святий
- Діодор Сицилійський — історик
- Горгій — філософ
- Джаугар ас-Сакалі — генерал і правитель
- Фрідріх II (імператор Священної Римської імперії)

### Відомі уродженці
- Граф Каліостро
- Віталіано Бранкаті, письменник
- Вінченцо Белліні, композитор
- Андреа Каміллері, письменник
- Френк Капра, кінемотографіст
- Джованні Джентіле, філософ
- Сальваторе Джуліано, сицилійський Робін-Гуд
- Ренато Гуттузо, художник
- Етторе Майорана, фізик
- Антонелло да Мессіна, художник
- Джованні Пачіні, композитор
- Луїджі Піранделло, письменник
- Сальваторе Квазімодо, письменник
- Алессандро Скарлатті, композитор
- Леонардо Шаша, письменник
- Джузеппе ді Стефано, тенор
- Джузеппе Томазі ді Лампедуза, письменник
- Джузеппе Торнаторе, кінорежисер
- Джованні Верга, письменник
- Еліо Вітторіні, письменник
- Марія Грація Кучінотта, акторка
- Фіорело, співак, комік
- Маріо Балотеллі, футболіст
- Серджо Матарелла, президент Італійської республіки

## Сицилія в літературі
- Події романів Хрещений батько та Сицилієць американського письменника Маріо П'юзо розгортаються почасти на Сицилії та зображують її природу, людей, місцеві традиції.
- У своєму вірші «День світився, як свята Цецілія…» Ліна Костенко порівнює Сицилію та Україну.
- Збірка оповідань української письменниці Марини Манченко «Гіркі апельсини», яка потрапила до короткого списку «Книжка року BBC» за 2022 рік, присвячена українцям на Сицилії[23].